# Égine
Vous lisez un « bon article » labellisé en 2016.
Pour les articles homonymes, voir Égine (homonymie).
Égine (grec ancien : Αἴγινα, grec moderne : Η Αίγινα) est une île grecque du golfe Saronique, au sud-ouest d'Athènes. Ses habitants sont les Éginètes.
De forme triangulaire, elle est située au centre du golfe Saronique. Le mont Oros domine l'île, qui dispose de peu de ports.
Elle est célèbre pour son temple d'Aphaïa, un des trois temples du triangle sacré qui comprend également le Parthénon et le Sounion. Elle fut longtemps une grande rivale d'Athènes, dans l'Antiquité comme au début du XIXe siècle. Égine fut une des premières cités maritimes et commerçantes de la Grèce antique : elle eut la première marine de Grèce, et fut la première cité à battre monnaie. En 1828-1829, elle fut la première capitale de la Grèce luttant pour son indépendance, et les premières pièces du jeune État grec y furent frappées. L'île est aussi la principale productrice de pistaches de Grèce.

## Géographie

### Géographie physique

Situation géographique de l'île.

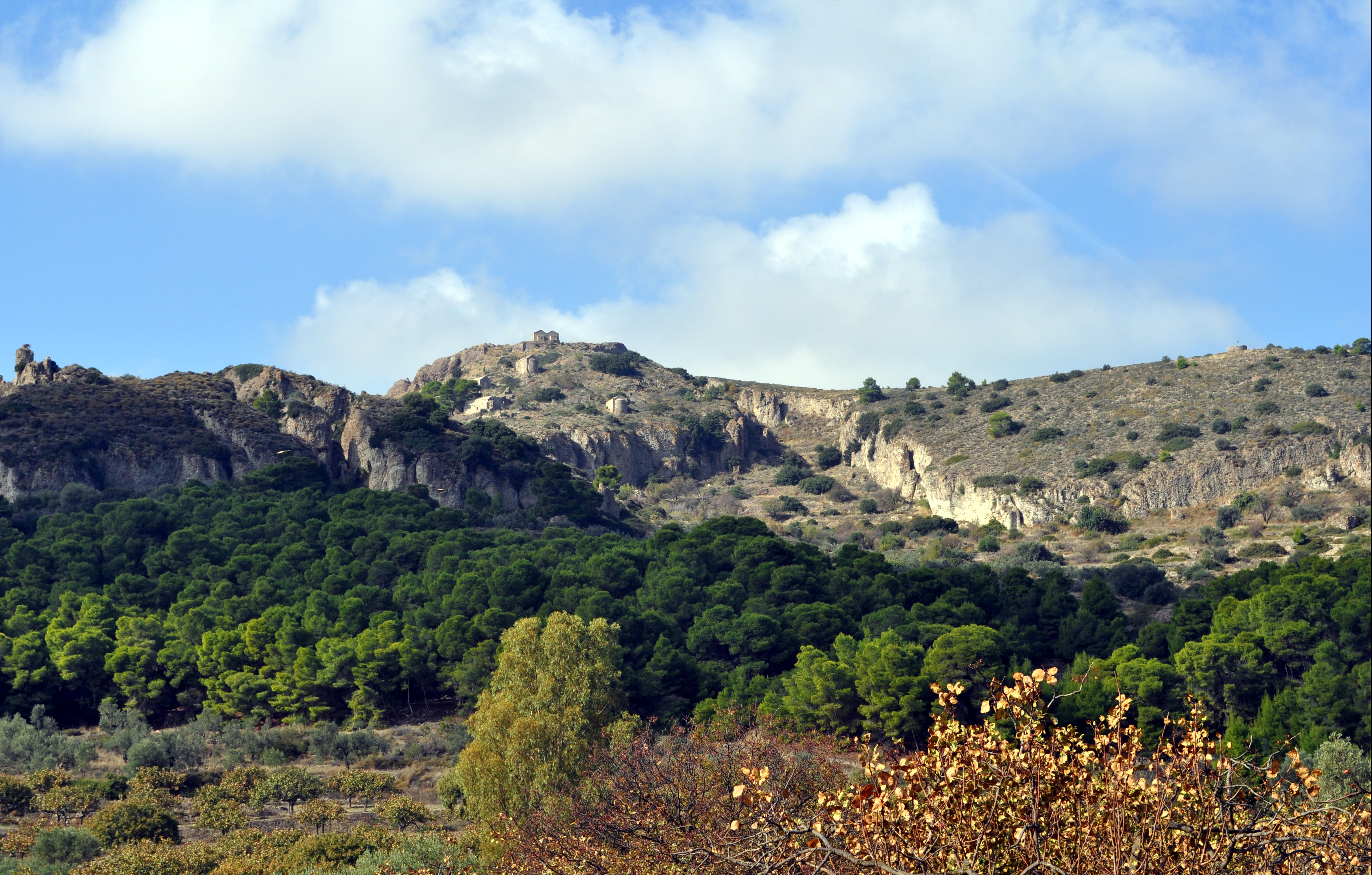
Végétation d'Égine.

La superficie d'Égine est comprise entre 82 et 83 km2. L'île est située au centre du golfe Saronique, à une vingtaine de kilomètres au sud-ouest d'Athènes,,,,.
D'un périmètre d'à peu près 57 km, elle est de forme triangulaire, avec la pointe vers le sud. Sa plus grande longueur du nord-est (cap Tourla) au sud-est (cap Perdika) est de 18,5 km. L'île se divise en trois régions : un massif montagneux de marne calcaire du Tertiaire au nord ; une plaine côtière alluviale à l'ouest (cette dernière est le seul endroit fertile de l'île) ; le reste de l'île est constitué de trachyte volcanique. Les pierres ponces furent un temps une des principales exportations de l'île,,. Égine se trouve à l'extrémité nord-ouest de l'arc volcanique sud-égéen, à un endroit où la croûte terrestre mesure moins de 20 km d'épaisseur. Elle a connu deux phases de volcanisme au Pliocène. La première a entraîné la formation du centre de l'île autour d'andésites basaltiques suivi d'un dépôt de marne. La seconde a entraîné la formation du sud de l'île, toujours en andésites basaltiques mais aussi des pyroclastes.
Le plus haut sommet d'Égine, de forme conique, l'Oros (« la Montagne » en grec) ou Profitis Ilias (anciennement mont Panhellénion), culmine à 531 m,,.
Hormis le port d'Égine à l'ouest, celui de Souvala au nord et la petite baie d'Aghia Marina, l'île est presque totalement accore (formée de falaises ne proposant pas de mouillage correct),,.
Sa végétation est typique de la garrigue méditerranéenne (pelouse sèche à plantes épineuses en coussins), appelée en grec phrygana. Les anciennes pinèdes ont presque disparu pour être remplacées par des chênes verts, des oliviers sauvages et des cyprès.
Le climat d'Égine est méditerranéen : doux en hiver et chaud et sec en été. L'île est épargnée par les trop grands écarts de température. La saison des pluies au printemps est courte.
| Mois                              | jan. | fév. | mars | avril | mai | juin | jui. | août | sep. | oct. | nov. | déc. | année |
| --------------------------------- | ---- | ---- | ---- | ----- | --- | ---- | ---- | ---- | ---- | ---- | ---- | ---- | ----- |
| Température minimale moyenne (°C) | 6    | 6    | 8    | 11    | 15  | 19   | 22   | 22   | 19   | 15   | 11   | 8    | 13,5  |
| Température maximale moyenne (°C) | 12   | 12   | 15   | 18    | 23  | 28   | 31   | 31   | 28   | 22   | 17   | 14   | 20,9  |
| Précipitations (mm)               | 43   | 43   | 49   | 25    | 17  | 6    | 0    | 0    | 16   | 57   | 77   | 69   | 402   |

### Administration, communes et villages

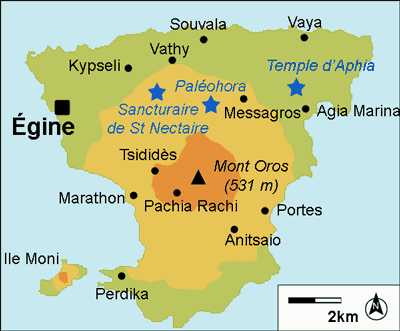
Carte de l'île.

Égine compte 13 056 habitants en 2011, à comparer aux (8 600 de 1911).
Depuis la réforme Kallikratis, Égine appartient au district régional des îles qui comprend toutes les îles saroniques et la Trézénie. Le district dépend de la périphérie (région) de l'Attique.
L'île est divisée en cinq communautés : Égine (Chora) : 7 253 habitants, Kypséli : 2 124 habitants, Perdika : 823 habitants, Messagros : 1 361 habitants et Vathy : 1 495 habitants.
Les différentes localités de l'île sont:
- La capitale, Égine, est parfois appelée aussi Chora (« la ville » en grec) afin de faire la différence avec l'île elle-même. On dit aussi, pour les touristes « Égine-town ». La capitale se situe au nord-ouest de l'île, sur l'emplacement de la ville antique. Elle a donc plus de 5 500 ans. En amphithéâtre face à la mer, elle allie les petites ruelles tortueuses et les maisons patriciennes néoclassiques. Sur le port, l'église d'Aghios Nikolaos accueille les navires. L'ancien collège Eynardeio est situé juste à côté de la cathédrale de l'île Aghios Dionysos, construite au début du XIXe siècle. Le quartier nord est le quartier des maisons de maîtres du XIXe siècle comme le « château Zaïmi », la « tour Ralli » ou la demeure des Vénizélos[17],[18],[19].
- Kypséli, à 4 km au nord-est de Chora, est la deuxième localité de l'île. C'est un gros bourg maintenant agricole, spécialisé dans la production de pistaches et d'amandes, mais qui doit sa taille à la pêche aux éponges de la fin du XIXe et du début du XXe siècle. L'église d'Evanghélistria date d'ailleurs de 1887[20].
- Aghia Marina est une station balnéaire dans la baie du même nom au nord-est de l'île et protégée par l'église du même nom. Elle est surtout remarquable à cause de sa plage de plus de 500 mètres de long, bordée de pins. L'été, Aghia Marina est reliée directement au Pirée[21].
- Messagros est un village rural consacré à l'agriculture sur la route entre Chora et Aghia Marina. On y trouve cependant aussi l'un des derniers potiers de l'île, alors qu'au début du XXe siècle, Égine était un grand centre de production. On peut voir aussi la « maison de Rodakis ». Cette maison très délabrée est l'archétype même de la maison rurale éginète de la fin du XIXe siècle : une seule longue pièce voûtée, divisée en deux par deux marches, d'un côté la salle à manger-cuisine et de l'autre la chambre à coucher. Dehors, la maison est remarquable aussi par ses quatre statues symboliques (le cochon : la fortune ; l'horloge : le temps ; le serpent : le mal ; la colombe : la paix)[22].
- Portes est un petit port au sud d'Aghia Marina, probablement fondé par les Vénitiens. Son nom serait une déformation de porto[23].
- Anitsaiou est un petit village au sud-ouest de Portes, au pied d'Oros, sur le versant est de la colline[23].
- Sfyriktrès, au pied d'Oros sur le versant ouest de la colline[23].
- Pachia Rachi est un village sur le flanc ouest de la colline. La plupart de ses maisons, rachetées par de riches Athéniens, ont été restaurées dans le style local[24].
- Vathy est un petit village au nord-est de Kypséli[25].
- Souvala, sur la côte nord de l'île, possédait une petite station thermale (source d'eau chaude sulfureuse). C'est aussi le deuxième port de l'île après Chora[25].
- Vaya est un petit port dans la baie du même nom habité depuis l'Antiquité[25].
- Marathon est un village rural et agricole dans la baie du même nom au sud de Chora. Ce fut dans cette baie que la flotte grecque se serait rassemblée avant la bataille de Salamine, et que le gouvernement grec de Kapodistrias débarqua lorsque Chora devint capitale de la Grèce lors de la guerre d'indépendance[20].
- Perdika est un village de pêcheurs au sud-ouest de l'île. Les maisons basses construites le long du port ont toutes des cours ouvertes reliées entre elles[20],[9].

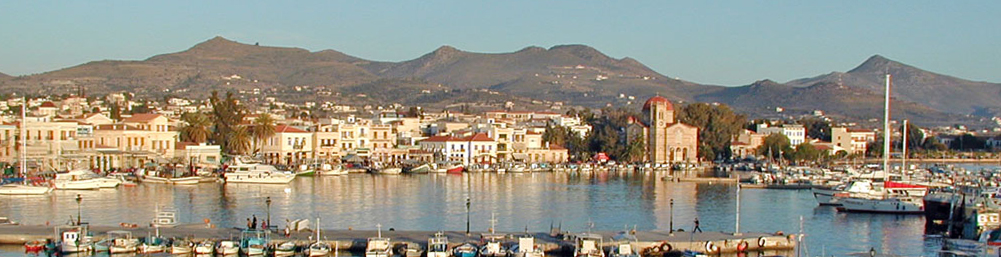
Le port d'Égine.

### Activités économiques

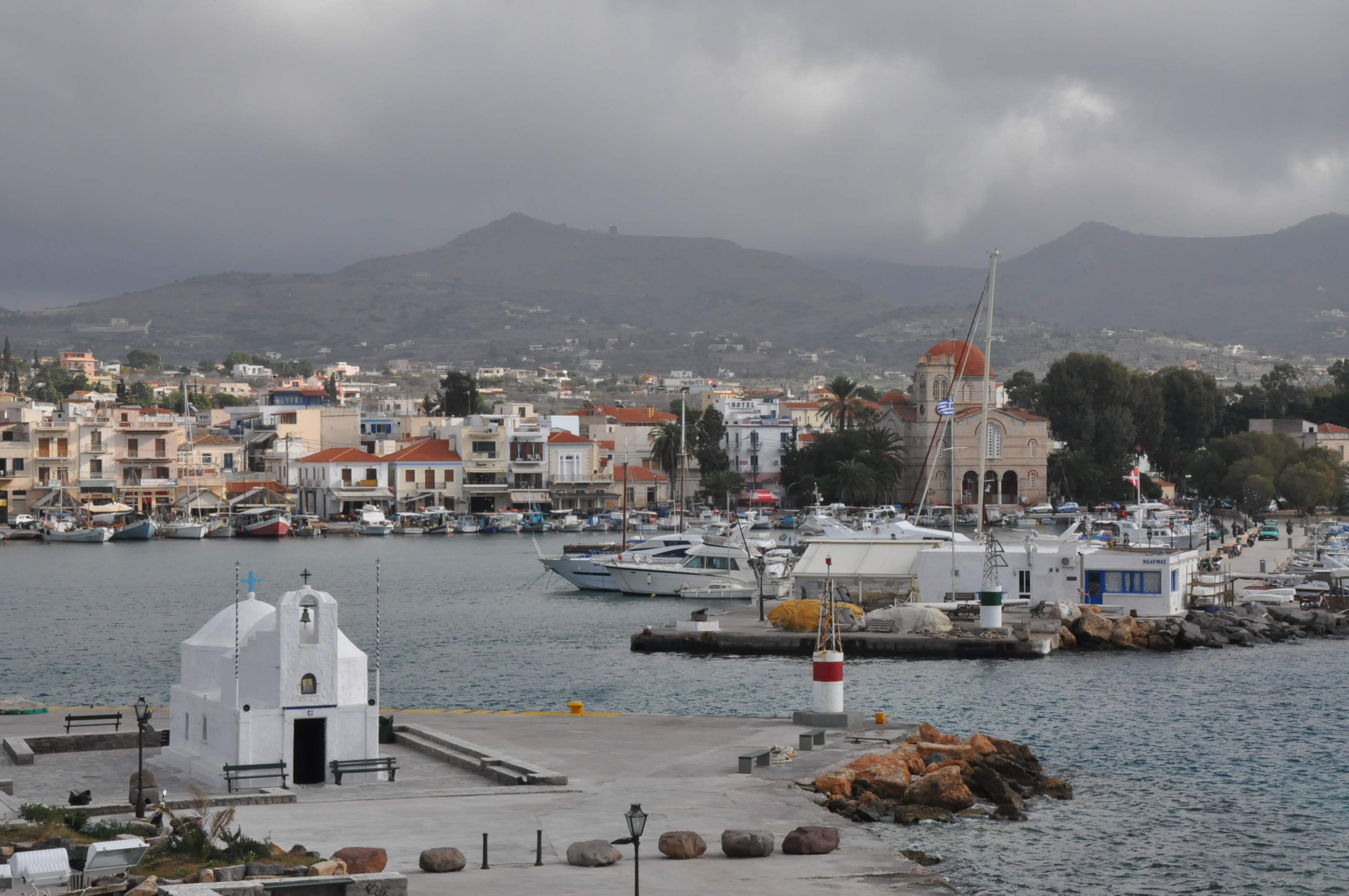
La ville moderne d'Égine (Chora) et principal port de l'île.

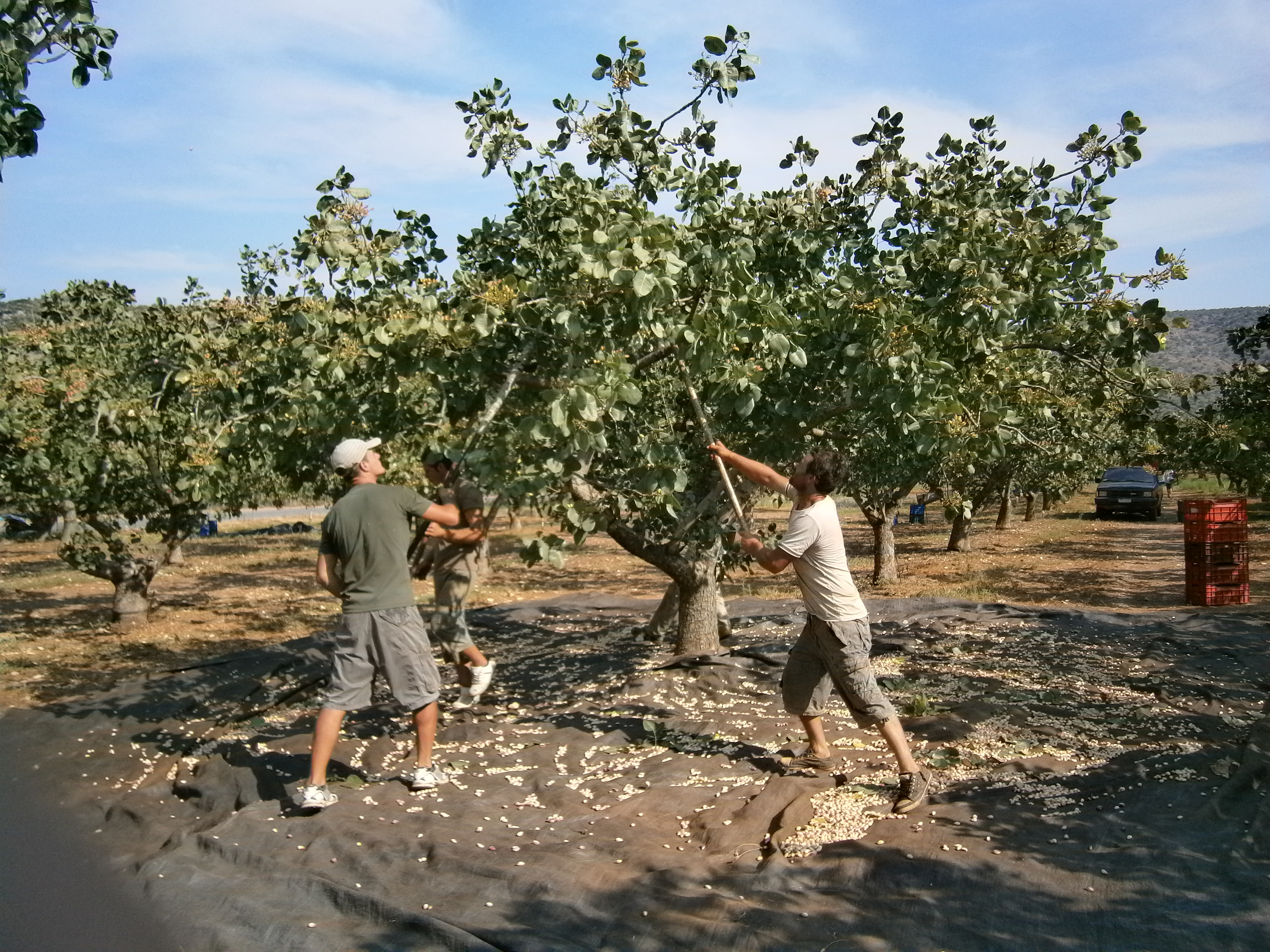
Récolte des pistaches

Les principales activités économiques d'Égine sont le tourisme, l'agriculture, le secteur de la construction et les activités maritimes (pêche et transport).
L'île d'Égine est l'un des principaux lieux de production de pistaches (2 000 tonnes par an qui font vivre près de 3 500 personnes). La culture de celle-ci est récente sur l'île, les premières plantations datent du début du vingtième siècle. « Pistache d'Égine » est depuis 1994 une AOP, c'est d'ailleurs ainsi qu'on les appelle en Grèce. On trouve aussi sur Égine des amandiers, des oliviers et de la vigne,.
L'île a depuis l’Antiquité une longue tradition en céramique. Elle était célèbre, avant l'arrivée du réfrigérateur, pour ses gargoulettes.

### Transports
Les touristes profitent de la liaison maritime directe entre Égine (Chora ou avec une fréquence moindre Souvala) et Le Pirée. L'île est en effet desservie plusieurs fois par jour par des hydrofoils : les Flying Dolphins ou les Catamarans qui mettent 35 minutes depuis Le Pirée. Les ferrys traditionnels font le trajet en 1 h 20. L'été, une liaison est mise en place (principalement pour les touristes) avec Aghia Marina.

## Mythologie

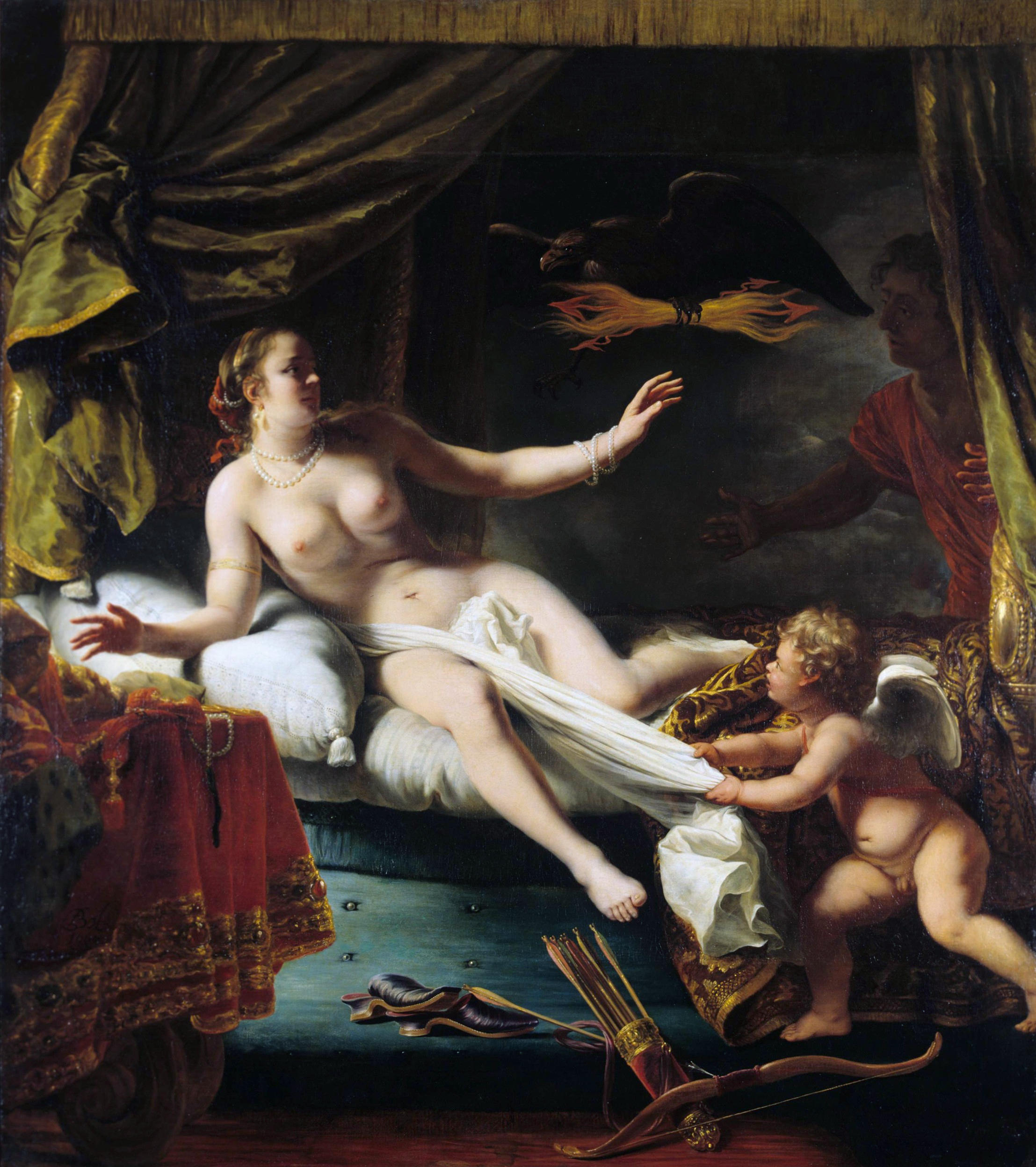
La nymphe Égine par Ferdinand Bol.

Dans la mythologie grecque, l'île est le royaume d'Éaque. Elle se serait d'abord appelée Oinoné (« aux vignes »), avant de prendre le nom de la mère d'Éaque, la nymphe Égine, fille du dieu-fleuve Asopos, aimée de Zeus,,.
Après avoir enlevé la nymphe Égine, Zeus la cacha sur l'île saronique d'Oinoné. Sisyphe, le roi de Corinthe, révéla à Asopos, qui cherchait sa fille, où elle se trouvait. Zeus foudroya alors Asopos et l'obligea à ne plus jamais quitter son lit.
De l'union entre  Égine et Zeus naquit  Éaque sur l'île d'Oimoiné. Éaque, bien des années après, revint sur son lieu de naissance accompagné d'une colonie de Pélasges et renomma l'île d'Oimoiné " Égine " en l'honneur de sa mère.
Par la suite, Héra se vengea alors de l'infidélité de son époux en punissant les habitants de l'île. Elle y envoya des serpents qui l'infestèrent très rapidement. L'île subit aussi une vague de chaleur et d'obscurité. La sécheresse fut telle qu'Éaque en appela à son père. Zeus accepta de rendre sa fertilité et sa fécondité à l'île, ainsi que de la délivrer des serpents. Il transforma les fourmis qui se trouvaient sur un olivier en autant d'hommes. Ainsi sont expliqués le surnom et la réputation des habitants d'Égine : les Myrmidons (de myrmix, « fourmi ») et leur grande capacité de travail,,,,.

## Histoire

### Préhistoire
Des découvertes archéologiques remontant au Néolithique, à Kolona, près de la ville actuelle d'Égine, à Aghia Marina à l'est et au pied de la colline qui porte le temple d'Aphaïa, montrent que l'île fut occupée dès la fin du quatrième millénaire avant notre ère, probablement par des populations arrivant du Péloponnèse,,,. À l'Helladique Ancien, un peuple originaire d'Asie mineure et parlant un dialecte lycien serait arrivé sur l'île et y aurait introduit le culte d'une de leurs divinités, dont le nom, hellénisé, aurait donné Aigàios,.
Vers 2500, le commerce maritime d'Égine était prospère et en relation avec la civilisation minoenne de Crète,. Les imposantes ruines découvertes sur le promontoire de Kolona sont la preuve de cette puissance.
Des populations parlant éolien et/ou arcadien (langues helléniques) et adorant Poséidon, se seraient installées sur Égine (comme ailleurs en Grèce) aux environs du IIe millénaire av. J.-C., à l'âge du bronze,. Vers 1800, l'île disposait d'une flotte importante et, profitant de sa position favorable au centre du Golfe saronique, était devenue un centre commercial avec des échanges jusqu'en Crète.

### Protohistoire
Vers 1400, des Achéens, qui auraient été guidés par Éaque, auraient installé un régime équivalent à celui des royaumes mycéniens du continent,,. Ce sont les Myrmidons de la légende. Ils installèrent leurs fortifications au sommet de l'Oros,.

### Antiquité

#### Âges obscurs et époque archaïque
Vers 1200, les Doriens y introduisirent leur dialecte et leurs coutumes, principalement le culte de Zeus Hellanios (le Porteur de pluie), adoré au sommet le plus élevé de l'île, l'Oros. Le culte d'Aphaïa, variante locale de la déesse-mère, aurait été pratiqué à la même époque,,.
Comme bien d'autres sites autour de la Méditerranée, Égine semble avoir été dépeuplée à la fin du second millénaire avant notre ère,,,, s'affaiblissant face à la concurrence crétoise et mycénienne. Vers 950, de nouvelles populations venues du Péloponnèse (Épidaure et Argos) la font, semble-t-il, passer sous le contrôle de cette dernière,,, et développent la vocation maritime de l'île, dont la marine était considérée au VIIe siècle comme la première de Grèce,,.
Égine aurait ensuite appartenu à la Ligue maritime de Calaurie,, qui regroupait, outre Égine et Calaurie : Athènes, les Myniens, Orchomène, Trézène, Hermione, Nauplie et Prasiae. Cette ligue aurait été une coalition des différents royaumes mycéniens du pourtour du golfe Saronique destinée à réduire la piraterie dans leurs eaux.
Dans le courant du VIIe siècle av. J.-C., l'île passa sous la domination du roi d'Argos Pheidon. On considère que ce fut lui qui introduisit les pièces de monnaie en Grèce, peut-être vers 656 (une autre date serait 590). Tout au moins, ce fut par Égine que le système des pièces de monnaie atteignit l'Europe du temps du règne de Pheidon,,,. Égine avait une position géographique idéale au croisement des principales routes commerciales : proche de l'isthme de Corinthe et de l'Argolide, entre le Péloponnèse et l'Attique. L'île connut alors un développement commercial considérable et bâtit progressivement une flotte qui, vers 500, n'avait pas d'égale en Grèce. Gouvernée par une aristocratie, ses citoyens s'enrichirent grâce au commerce,.

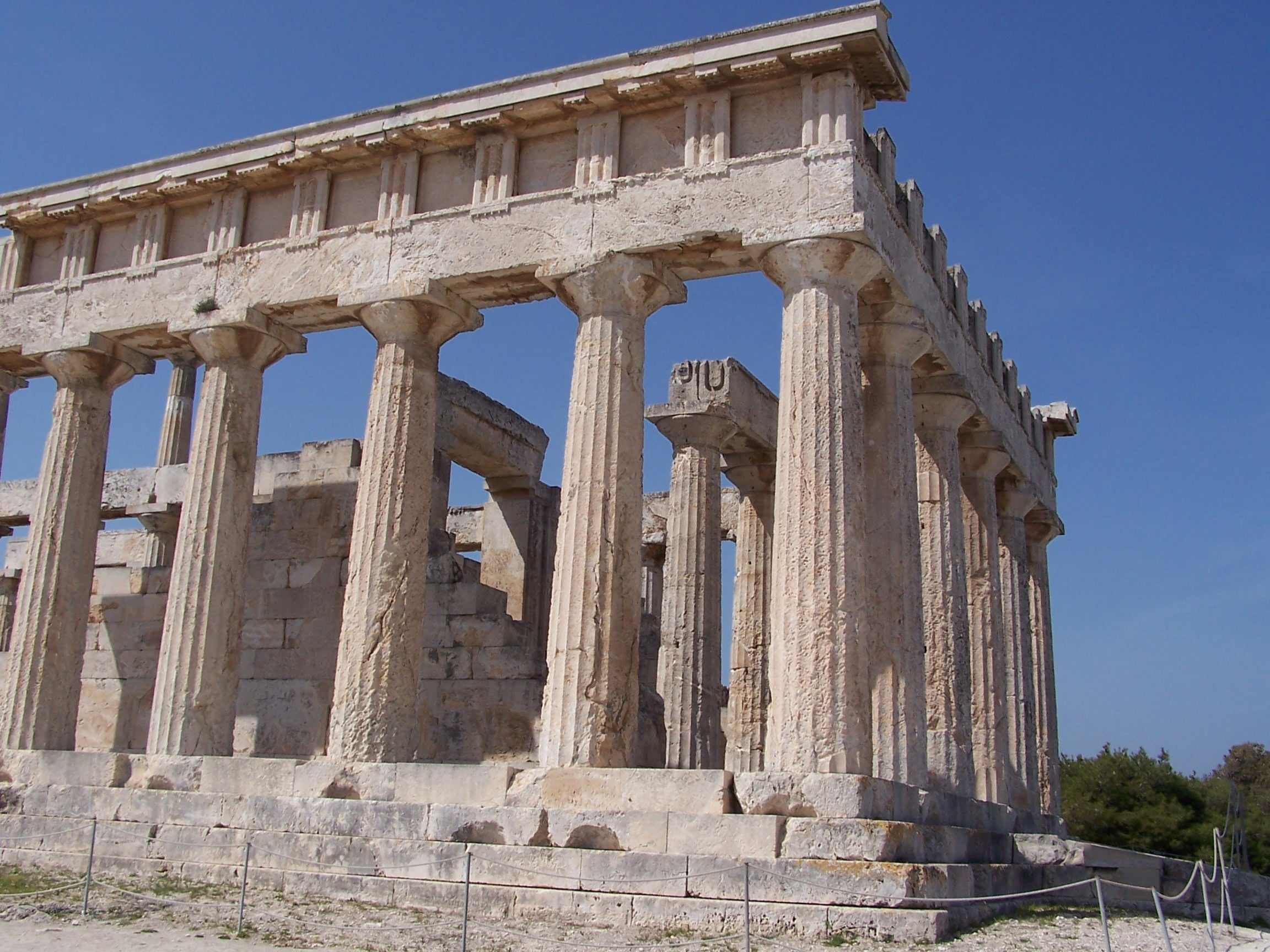
Le Temple d'Aphaïa.

Les arts s'y épanouirent, avec une célèbre école de sculpture,. Sa céramique fut très recherchée, avant d'être supplantée par celle de Corinthe puis Athènes. Égine exportait aussi des parfums. Sa monnaie d'argent (qui porte au droit une tortue) était l'étalon monétaire dans la plupart des États doriens. Les poids et mesures éginètes étaient aussi la norme pratiquement partout. Les marchands d'Égine élevèrent un temple à Zeus à Naucratis dès la fondation de cette cité égyptienne,,. Un marin éginète, au service des Samiens, aurait atteint l'Atlantique,. Des Éginètes étaient aussi installés en mer Noire, et en Ombrie, même si l'île ne participa pas au grand mouvement de colonisation grecque.
L'île aurait alors compté, selon certaines sources, car les chiffres semblent énormes, 40 000 citoyens libres et 470 000 esclaves. Le Temple d'Aphaïa date de cette période de prospérité.
Vers la fin du VIe siècle av. J.-C. commença la longue rivalité avec sa voisine Athènes, dont la flotte de trières fut en grande partie bâtie pour combattre l'hégémonie d'Égine.
Hérodote rapporte deux versions (athénienne et éginète) de la même légende pour expliquer cette rivalité. Il est plus probable que les lois de Solon interdisant l'exportation de céréales attiques aient été la cause du mécontentement éginète. L'île est en effet relativement peu fertile. Cette interdiction devait sans aucun doute principalement viser Égine, dont la puissance navale gênait Athènes. Aristote écrit ainsi : « Périclès voulait qu'on détruisît Égine, cette taie dans l'œil du Pirée »,,. L'école éginète de sculpture (Smilis, Glaukias et Kallon au VIe siècle avant notre ère puis Onatas au début du Ve siècle avant notre ère) faisait aussi concurrence aux Athéniens. Les statues du fronton du temple d'Aphaïa sont représentatives de cette école éginète,.

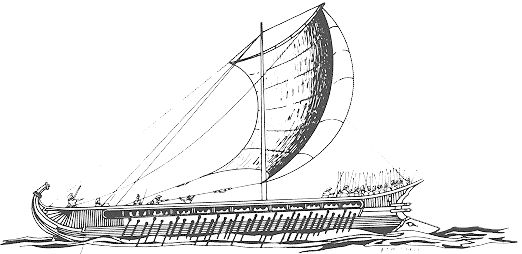
Une trière, instrument de la puissance et de la chute d'Égine.

En 507/506, Égine se porta au secours de Thèbes alors en guerre contre Athènes. Sa flotte ravagea la côte attique,. Un oracle de Delphes suggéra aux Athéniens de patienter trente ans avant d'entreprendre quoi que ce fût contre l'île et de profiter de cette période pour rendre un culte à Éaque,. Les intrigues spartiates pour remettre Hippias sur le trône d'Athènes (vers 501) raccourcirent cette période d'attente. Ainsi, une guerre eut lieu entre Égine et Athènes (488-481) après une provocation éginète à Sounion, et Athènes fut d'abord défaite. La chronologie donnée par Hérodote n'est pas très facile à rétablir, des informations sont parfois contradictoires entre les guerres entre Grecs et la résistance aux Perses.

#### Époque classique: la rivalité avec Athènes
Égine ne soutint pas la cause grecque pendant la première invasion des Perses en 490, mais elle accueillit les réfugiés athéniens fuyant leur cité dévastée. L'île se rangea du côté des Grecs lors des batailles de 480 en envoyant trente navires à Salamine,,,,,. Elle participa ensuite aux batailles du cap Mycale et de Platées.

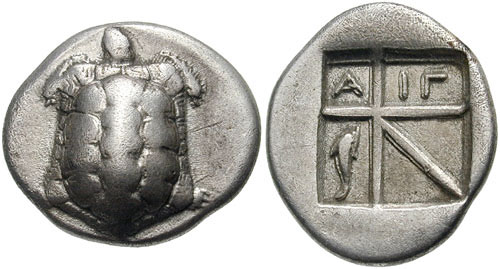
Drachme d'argent d'Égine (tortue terrestre), vers 400 avant notre ère.

L'île entra ensuite, par opposition systématique à Athènes, dans l'alliance spartiate,. Elle fut alors protégée de sa voisine. De plus, la politique de Cimon, qui cherchait l'apaisement avec Sparte, fut une garantie supplémentaire pour l'île, jusqu'à l'ostracisme du fils de Miltiade en 461. Une nouvelle guerre se déclencha. Elle est parfois appelée la première guerre du Péloponnèse. Lors de deux grandes batailles navales, Athènes défit les flottes combinées d'Égine, Épidaure et Corinthe, à Kékryphaleia et près d'Égine même. En 457/456, les Athéniens humilièrent les Éginètes après avoir conquis l'île,,,,. Définitivement battue par Athènes, Égine fut contrainte de rejoindre la ligue de Délos et de payer un tribut s'élevant à trente talents.
Au début de la guerre du Péloponnèse, vers 431, Athènes expulsa tous les habitants d'Égine qui étaient accusés d'avoir contribué à son déclenchement et repeupla l'île avec des clérouques,,,,. Les Spartiates accueillirent d'abord les exilés,,, puis Lysandre les rétablit dans leurs possessions en 405,. L'île ne fut cependant pas totalement indépendante, et dut accepter la tutelle d'un harmoste lacédémonien. Elle devint alors la base des opérations navales de Sparte contre Athènes. Les corsaires éginètes opéraient aussi sous protection spartiate. Cette situation dura jusqu'en 376 et la victoire navale de Chabrias sur la flotte de Sparte à Naxos.
En 367, Charès aurait conquis Égine pour Athènes. La flotte athénienne y serait restée quelques années afin d'y maintenir les institutions athéniennes instaurées par Charès. Selon Plutarque, Démosthène avait été exilé sur Égine en 324,. En 322, ce fut sur Égine qu'Hypéride fut torturé et tué,.

#### Époques hellénistique et romaine
Égine subit un sort comparable à celui des autres cités grecques : domination macédonienne puis romaine,.
Lorsqu'il fit le siège d'Athènes en 319, Cassandre de Macédoine installa sa base d'opérations à Égine et obligea les Éginètes à prendre son parti,. En 307, ce fut depuis Égine et Salamine que Démétrios Poliorcète s'empara du Pirée. L'île resta sous domination macédonienne jusqu'en 233, lorsqu'elle entra dans la Ligue achéenne,.
Pour avoir pris le parti de Philippe V de Macédoine contre les Romains, les Éginètes furent réduits à implorer leur pardon auprès du général romain P. Sulpicius Galba, qui exigea d'eux une rançon qu'ils furent incapables de réunir. Sulpicius donna alors l'île à des alliés Étoliens, qui la vendirent à Attale Ier de Pergame pour trente talents,,. L'île fut alors gouvernée par un garde du corps d'Attale. Le roi vint cependant passer l'hiver 208 sur l'île en compagnie de Sulpitius,.
Égine fut utilisée par diverses puissances comme base navale contre la Macédoine : Rome, Pergame ou Rhodes,. La paix signée entre Rome et Philippe V confirma la possession de l'île par Attale Ier qui y envoya son fils, Philétère, comme stratège. Philétère resta sur l'île jusqu'en 171 quand il fut remplacé par Cléon, garde du corps d'Eumène II. En 155, les Éginètes votèrent un décret en l'honneur de ce Cléon. Eumène II séjourna sur l'île lorsqu'il se trouva en difficulté contre Antiochos III puis Persée de Macédoine,.
En 132, le stratège pergamonien qui dirigeait Égine se prononça en faveur d'Aristonique et lui envoya des secours. Pour cette raison, après la défaite d'Aristonique, la Ligue achéenne ne fut pas recréée lorsque les Romains rétablirent les différentes confédérations grecques en 130.
Lorsque le royaume de Pergame disparut, en 130, Égine redevint propriété du Sénat romain,. Marc-Antoine en fit alors don à Athènes en 62,. En 82, Égine fut envahie par des pirates : ils ne purent prendre la ville, mais s'installèrent durablement dans l'île.
En 30 av. J.-C., Auguste hiverna à Égine et écrivit aux Athéniens depuis l'île. Il rendit sa liberté à l'île en 11 ap. J.-C.. Elle resta libre jusque sous Vespasien qui la redonna aux Athéniens en 74. Hadrien lui rendit sa liberté en 132. On a des preuves de la liberté ou de l'autonomie d'Égine sous Marc Aurèle (161-180), sous Septime Sévère (196-211) et sous Caracalla (211-217).

### Périodes byzantine, vénitienne, catalane et ottomane
On a peu d'informations sur Égine durant l'Empire byzantin. Il semblerait qu'elle ait servi de refuge aux habitants de Corinthe vers la fin du VIe siècle lors des grandes migrations slaves. Paul d'Égine, un médecin et chirurgien, naquit sur l'île au VIIe siècle. Un évêché réunit l'île avec sa voisine de Kéa vers le Xe ou XIe siècle,.
Des raids sarrasins sont attestés au IXe siècle, obligeant les habitants à fuir le bord de la mer et à se réfugier dans les forêts des collines avec leur bétail. La capitale s'installa alors à Paléochora, à 6,5 km de la mer,,,,.

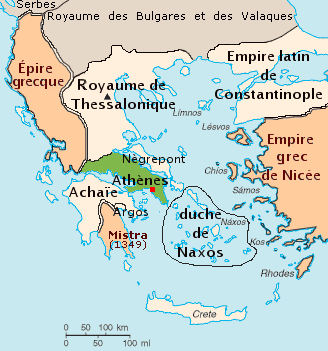
Le Duché d'Athènes.

La quatrième croisade s'empara d'Égine, comme de la plupart des îles de l'Égée, données en fief direct à de grandes familles occidentales,. Bien qu'elle ait théoriquement été attribuée à Venise par le traité de partage de l'Empire byzantin,,, Égine ne fut pas occupée par les Vénitiens, mais devint une dépendance du duché d'Athènes. Formant probablement un fief avec l'île de Salamine, elle fut attribuée par le duc Guy II de la Roche à l'un de ses proches, Boniface de Vérone, en 1294. L'île fut ensuite apportée en dot en 1317 par Maroula, fille de Boniface, à son mari Alphonse Frédéric d'Aragon, vicaire du duché catalan d'Athènes. Ses fils, Pierre, Jean, Jacques et Boniface-Frédéric d'Aragon lui succédèrent. Le fils de Boniface-Frédéric, Pierre-Frédéric, se révolta contre son suzerain et cousin, le vicaire général d'Athènes Louis Frédéric d'Aragon, qui lui confisqua son fief en représailles en 1380. Le frère de l'exproprié, Jean-Frédéric, semble voir récupéré l'île après la mort de Louis en 1382. Il n'eut qu'une fille qui épousa en 1394 Antoine Ier de Caupena, seigneur de Piada en Argolide, fils d'Aliot de Caupena. Antoine fut seigneur d'Égine de 1402 à 1418. L'île passa alors à son fils Aliot qui en 1425 plaça Égine sous la protection de Venise. Aliot régna jusqu'en 1440. Le fils qu'il avait eu avec une Acciaiuoli d'Athènes (fille adoptée du duc Antoine) lui succéda jusqu'en 1451. Ce dernier mourut sans enfant. L'île aurait dû passer à Arnaud Guillem de Caupena, cousin germain d'Aliot de Caupena et d'Égine, mais Arnaud renonça à ses droits sur l'île au profit de Venise, en échange d'une pension.
En 1451, l'île passa donc définitivement à la république de Venise qui y envoya des provéditeurs. Égine connut alors un renouveau commercial. Certains se convertirent au catholicisme. L'île noua des liens commerciaux avec Venise, Tyr, Béryte, Alep, Constantinople, Sinop, Trébizonde et les ports aux débouchés du Phase et du Don,,.
La Sérénissime gouvernait l'île depuis Nauplie quand en 1499 les Ottomans la pillèrent. Égine fut, de plus, détruite par Barberousse lorsque celui-ci s'en empara pour le compte de l'Empire ottoman en 1537,,,. Devant le refus de l'île de se soumettre, Barberousse fit le siège de la capitale. Une sortie éginète fit de nombreux morts dans les rangs turcs. Aussi, après la prise de la forteresse grâce à son artillerie, Barberousse fit massacrer tous les hommes tandis que 6 000 femmes et les enfants étaient déportés pour être vendus comme esclaves à Constantinople,,.
Morosini reprit Égine pour Venise en 1654,. Il y fit construire par Mocenigo, préfet du Golfe Adriatique, une tour pour défendre l'entrée du port, et fit venir sur l'île des habitants du Pirée, dont il venait de raser la forteresse. Égine resta dans le giron vénitien, ce qui fut confirmé par le Traité de Karlowitz (25 janvier 1699) au moins jusqu'au 7 juillet 1715, lorsque les Éginètes préférèrent les Ottomans aux exactions des Vénitiens. En 1718, le traité de Passarowitz la confia définitivement aux Ottomans,,.
Au milieu du XVIIIe siècle, Richard Chandler, un voyageur et archéologue britannique, comptait « 400 maisons, toutes chétives, formant des plates-formes couvertes de terrasses de gravier, et s'élevant en amphithéâtre sur la pente » à Paléochora. La ville aurait ensuite connu une relative prospérité, passant à 500 maisons et 3 à 4 000 habitants à la fin de la période de domination ottomane.
À la fin du XVIIIe siècle, la situation devenant moins dangereuse, la population commença à redescendre vers la mer. À cette époque l'île, comme d'autres régions de Grèce centrale, accueillit des Arvanites venus d'Épire.

### Époque contemporaine
Après la destruction de Psara en 1824, la flotte psariote subsistante prit Égine pour base et continua depuis celle-ci à prendre part aux combats maritimes de la guerre d'indépendance.

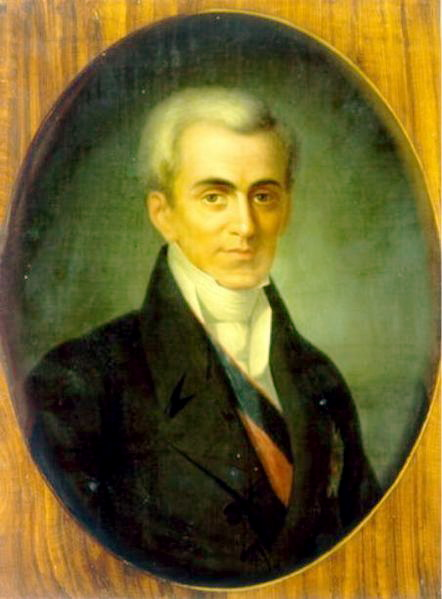
Ioannis Antonios Kapodistrias.

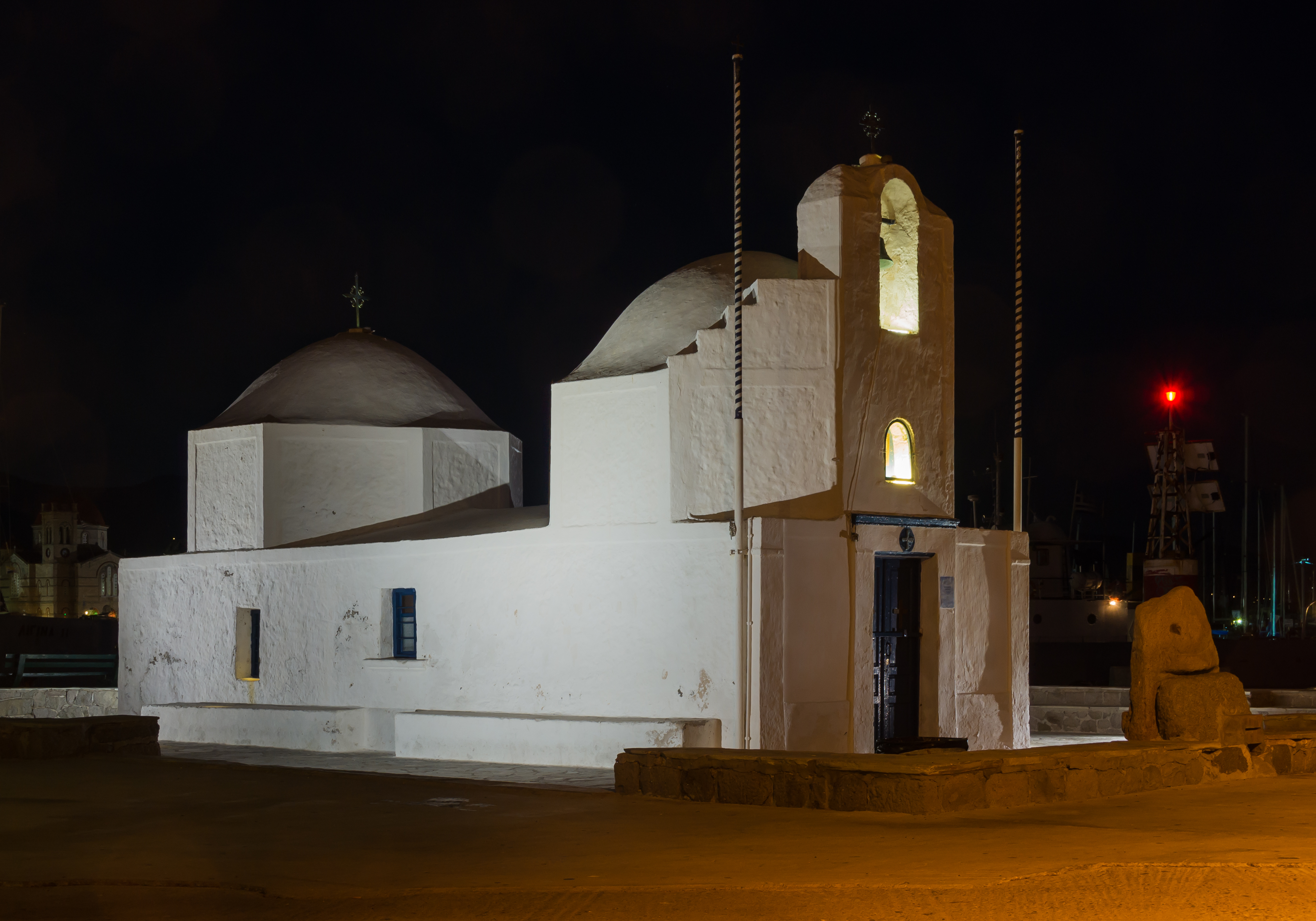
La chapelle Saint-Nicolas, sur le port, de nuit.

En novembre 1826, en raison des troubles politiques et d'une épidémie, le gouvernement de la Grèce insurgée quitta Nauplie pour trouver refuge dans le port actuel de l'île, Chora. Il y convoqua aussi une assemblée qui ne se tint pas, en raison des divisions entre factions rivales : 90 partisans de Theódoros Kolokotrónis se réunirent à Hermione et 50 partisans du gouvernement sur Égine,.
De juin 1828 à juin 1829, Chora devint la capitale de la Grèce en lutte pour son indépendance,,. La ville vit fleurir la Banque Nationale, le Musée National, la Bibliothèque Nationale et l'Imprimerie Nationale. Toutes ces institutions furent intégralement transférées à Athènes lorsque celle-ci devint capitale. Dans la cathédrale (datant de 1806), le premier gouvernement libre prêta serment. Ioánnis Kapodístrias, chef du gouvernement, s'installa dans un bâtiment surnommé maintenant le « Palais Barbayannis », construit spécialement pour l'accueillir, tandis que les différentes administrations occupaient la tour de Marcellus.
Kapodistrias fit construire dans Chora un orphelinat pour les enfants des héros de la guerre d'indépendance grecque morts au combat. L'orphelinat devint ensuite une caserne, puis une prison. Cette brève fonction de capitale offrit à la ville d'Égine ses belles maisons néo-classiques construites par les personnalités politiques d'alors (Spiridon Trikoupis, Aléxandros Mavrokordátos ou Dimitrios Voulgaris). Le collège, financé par un ami suisse de Kapodistrias, Jean-Gabriel Eynard, fut même le premier bâtiment néo-classique de Grèce. L'île accueillit aussi les premières imprimeries de livres et journaux de la Grèce libre depuis ceux de Corfou à l'époque des départements français de Grèce.
Le 1er octobre 1829, Égine retrouva sa tradition antique : c'est sur l'île que fut battue la première monnaie grecque,, portant au droit un phénix renaissant de ses cendres et ΕΛΛΗΝΙΚΗ ΠΟΛΙΤΕΙΑ (État grec) et à l'avers une couronne de lauriers et ΚΥΒΕΡΝΗΤΗΣ I. A. KAΠOΔIΣTΡIAΣ (Gouverneur I. A. Kapodistrias). La capitale fut cependant très vite transférée à Nauplie. L'île, dont la population était estimée à 9 000 habitants en 1829, périclita jusqu'au développement de la pêche aux éponges.
Au début du XXe siècle, la céramique éginète était très recherchée, principalement ses cruches jaunes (ou κανάτια) dites cruches de Barbayannis. Ces cruches faisaient office de réfrigérateurs gardant l'eau au frais. Les Éginètes étaient toujours d'excellents marins qui pratiquaient surtout la pêche aux éponges, avec des scaphandriers, le long des côtes de l'Afrique. Ce commerce s'élevait à un million de drachmes de l'époque.
Lady Egerton, épouse de l'ambassadeur britannique en Grèce Edwin Henry Egerton (en), ayant acheté une maison sur Égine, développa à la même époque l'industrie de la dentelle sur l'île. Ce phénomène s'observe aussi à Venise et dans d'autres régions sous-développées de l'Europe : des Occidentales firent renaître un artisanat populaire, en l'occurrence ici la dentelle, pour donner une occupation aux femmes dont les époux étaient au loin, marins ou émigrés, et ainsi leur apporter un revenu supplémentaire. Cela correspondait aussi à une volonté des femmes issues de la bonne société des pays industrialisés de ne pas laisser disparaître un artisanat traditionnel déjà perdu chez elles. Cependant, les dentellières éginètes, même si elles utilisaient le kopaneli (fuseau local), produisaient des dentelles proches de ce qui se faisait alors en Belgique poir que leur artisanat soit rentable, parce que c'est ce que recherchait le marché.
Les vicissitudes de l'occupation ottomane, de la guerre d'indépendance et du XIXe siècle ont fait qu'Égine est maintenant peuplée d'une population qu'on ne peut qualifier d'autochtone qu'en très faible proportion, mais la quasi-totalité des habitants se considèrent grecs et Éginètes. Elle est composée de descendants d'Albanais et de réfugiés grecs du Péloponnèse, de Chios et de Psara.
Pendant la Seconde Guerre mondiale, Égine fut occupée par la Kriegsmarine et la Wehrmacht et plus d'un Éginète fut emmené hors de l'île et ne revint jamais, qu'il ait été résistant, juif ou simple suspect. Dans les années 1950, l'île se dépeupla au profit d'Athènes, principalement parce que sa flotte marchande ne pouvait plus faire concurrence aux immenses flottes commerciales qui se développaient au Pirée, où beaucoup d'Éginètes s'engagèrent.
Saint Nectaire d'Égine est enterré sur l'île dans le monastère de moniales qu'il a fondé. Ce saint extrêmement populaire de l'Église orthodoxe grecque est mort en 1920 et a été canonisé en 1961. Des pèlerins du monde entier viennent sur son tombeau remercier d'une grâce ou prier pour une guérison. Le monastère est construit sur un ancien monastère byzantin consacré à la Vierge Marie Source-de-Vie. Une panégyrie est célébrée en l'honneur du saint tous les 9 novembre, le jour de sa fête, dans le monastère de saint Nectaire (Agios Nektarios). À proximité immédiate du monastère a été édifiée une des plus grandes églises de Grèce. Elle est dédiée à saint Nectaire et permet d'accueillir la foule des pèlerins. Ce sanctuaire a été commencé en 1982 sur le modèle de Sainte Sophie de Constantinople.
C'est sur Égine, à Chora, que Níkos Kazantzákis a écrit Aléxis Zorbás et une partie de son Odyssée.
Égine est pratiquement devenue de nos jours une banlieue d'Athènes. Certains Athéniens font plus qu'aller y passer le week-end, ils habitent sur l'île et font la navette grâce aux hydroptères, surnommés « Dauphins volants ».

## Archéologie

### Le temple d'Aphaïa

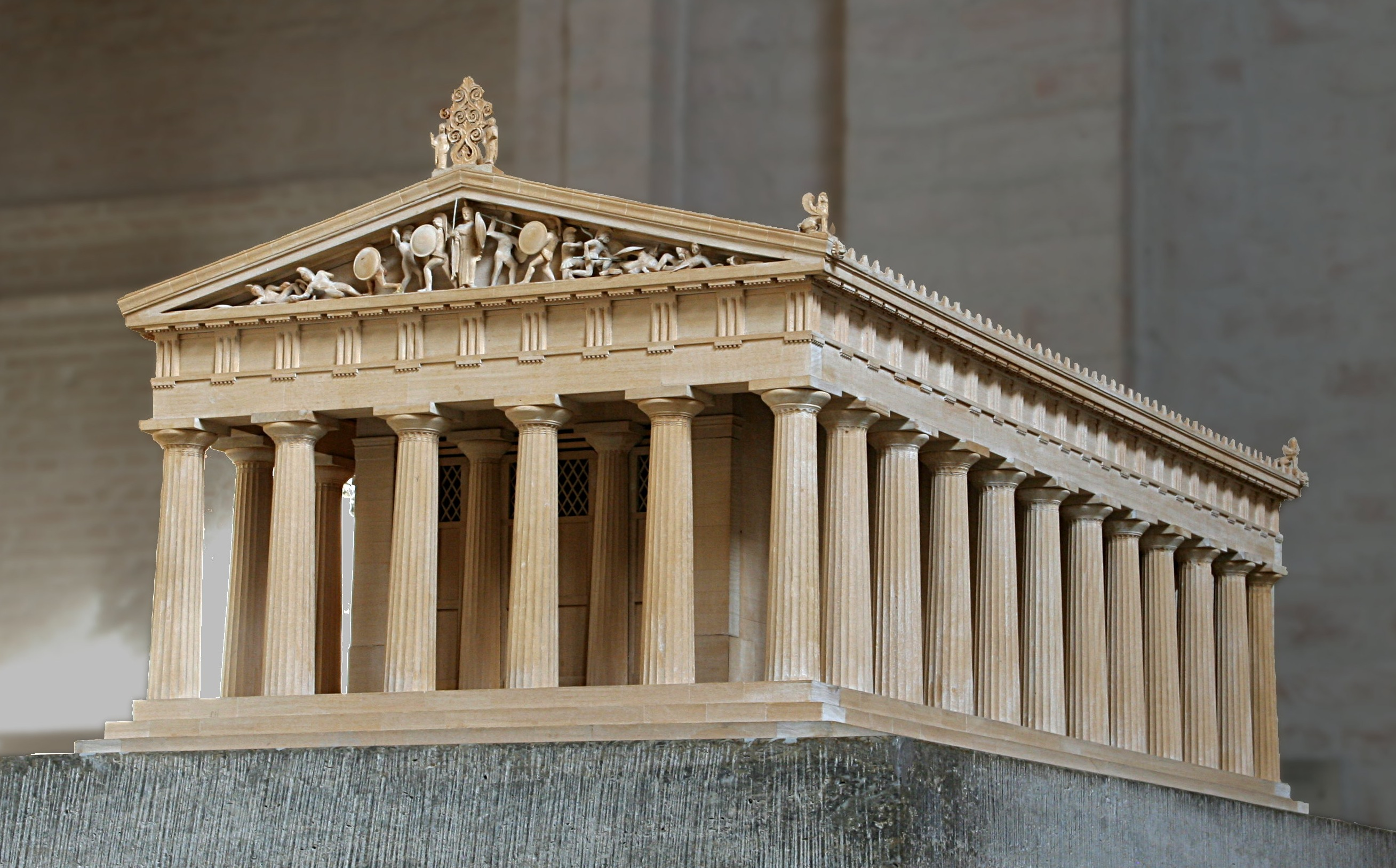
Restauration du temple d'Aphaïa (Glyptothèque de Munich).

Le temple d'Aphaïa est installé au sommet d'une colline où on rendait, à partir du XIIIe siècle av. J.-C., un culte à une divinité féminine, voire une déesse-mère. Aphaïa est identifiée à la nymphe crétoise Britomartis par Pausanias et Antoninus Liberalis,. Elle aurait été fille de Léto et donc demi-sœur d'Apollon et Artémis. Elle faisait partie de la suite de cette dernière qui veillait sur elle. On lui attribue l'invention des filets pour la chasse. Très belle, elle fut sans cesse poursuivie par les hommes : Minos d'abord, puis un pêcheur éginète. Britomartis en appela à sa demi-sœur et protectrice qui la fit disparaître : elle devint Aphaïa, « l’Invisible ». Le temple serait construit à l'endroit de sa disparition.

Plan du temple (à partir du Guide Joanne, 1911, d'après Adolf Furtwängler).

Les premières traces d'occupation du site remontent au IVe millénaire av. J.-C., mais le sanctuaire semble plutôt avoir été fondé vers la fin de l'âge du bronze. Le culte à Aphaïa serait donc plus ancien d'un millénaire que toute construction en pierre. Trois bâtiments se sont succédé au sommet de cette colline boisée. Du premier sanctuaire, datant de la fin du VIIe siècle av. J.-C. ou du début du VIe siècle av. J.-C., ne reste plus qu'un autel. Un bâtiment plus grand, datant de 570-560, fut détruit par le feu vers 510 Le temple actuel fut érigé entre 500 et 450, très sûrement après la bataille de Salamine. Le temple aurait été abandonné après 431 et l'expulsion des Éginètes par les Athéniens,.
Pendant très longtemps, on considéra qu'un si beau temple ne pouvait être consacré qu'à Jupiter Panhellénios, comme on disait jusqu'au début du XIXe siècle dans un Occident marqué par la culture latine. À la fin du XIXe siècle, on ne considérait plus que le temple était consacré à Zeus, mais à Athéna. Il fallut attendre les fouilles allemandes menées par Adolf Furtwängler (qui mourut d'une fièvre contractée lors des fouilles) en 1901-1903 et la découverte d'un relief votif à Aphaïa pour déterminer une attribution définitive. Cependant, le temple est encore souvent appelé Athéna Aphaïa.

#### Bâtiment

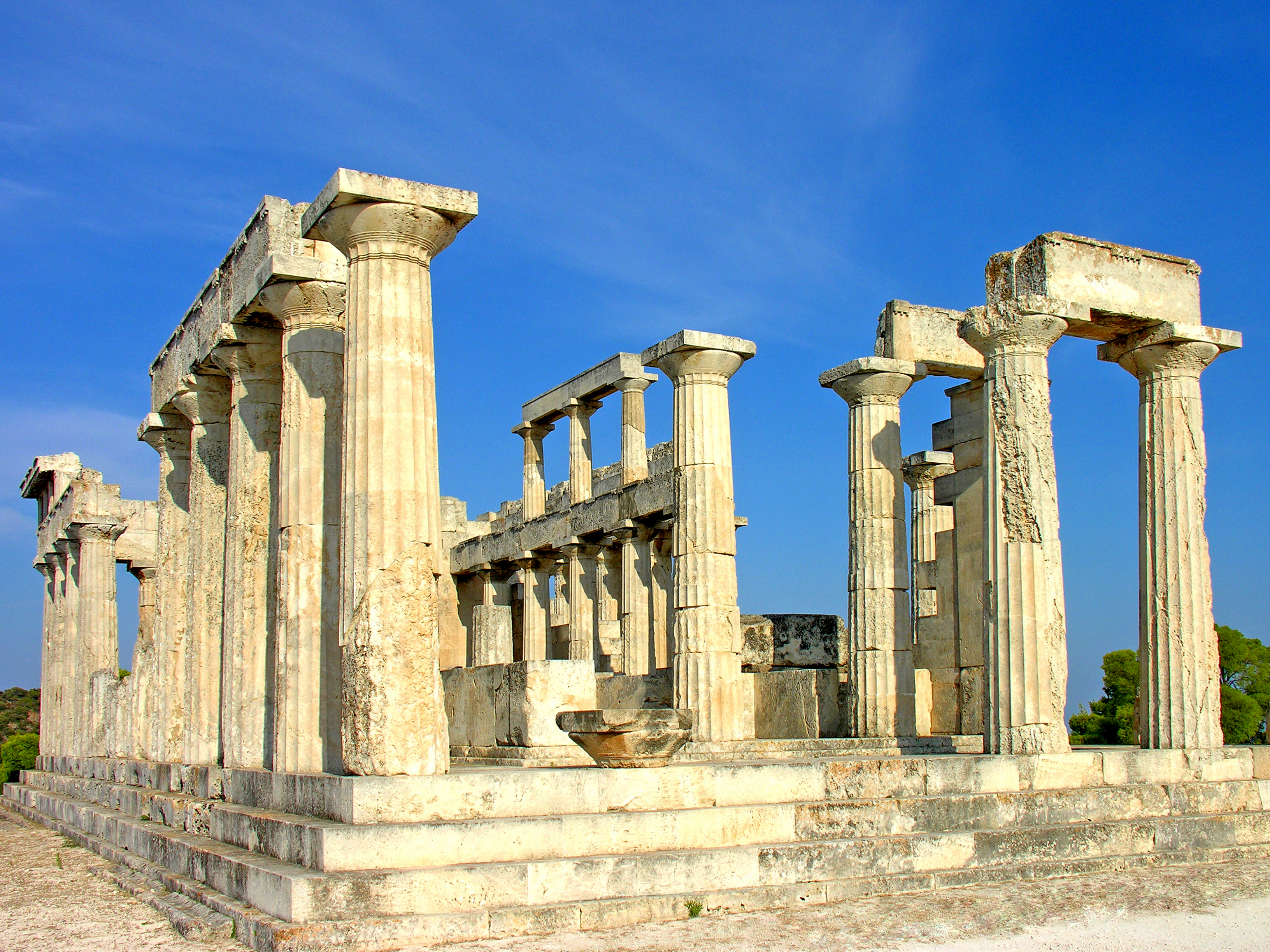
Temple d'Aphaïa : colonnade sur deux étages, grand autel extérieur.

Le bâtiment, en tuf (calcaire local), mesure 13,80 m sur 28,50 m. Il est périptère et hexastyle dorique, avec ses douze colonnes par côté et six par façade. L'architrave est pratiquement totalement conservée, tandis que l'entablure a été restaurée sur les côtés nord et ouest, avec ses triglyphes, ses métopes et sa corniche. Une restauration a remonté une partie des colonnes et de l'entablure en 1956-1960.
L'intérieur était divisé en deux : un naos (ou cella) avec son pronaos et un opisthodome avec deux colonnes in antis. L'originalité du naos repose dans les deux étages intérieurs. Là, deux colonnades, de cinq colonnes de chaque côté, surmontées d'une nouvelle colonnade au « premier étage », soutenaient le toit. La statue de la déesse, qui aurait été chryséléphantine (en or et ivoire), se trouvait au centre de la cella.
Des traces de peinture sont encore visibles par endroits. Avec le « Théséion » d'Athènes, le temple d'Aphaïa a apporté la preuve de la polychromie des temples antiques. Charles Robert Cockerell fit sur le temple d'Aphaïa une découverte très importante en décembre 1811 : l’entasis, ou correction de l'illusion d'optique donnant un aspect concave aux colonnes.

#### Frontons

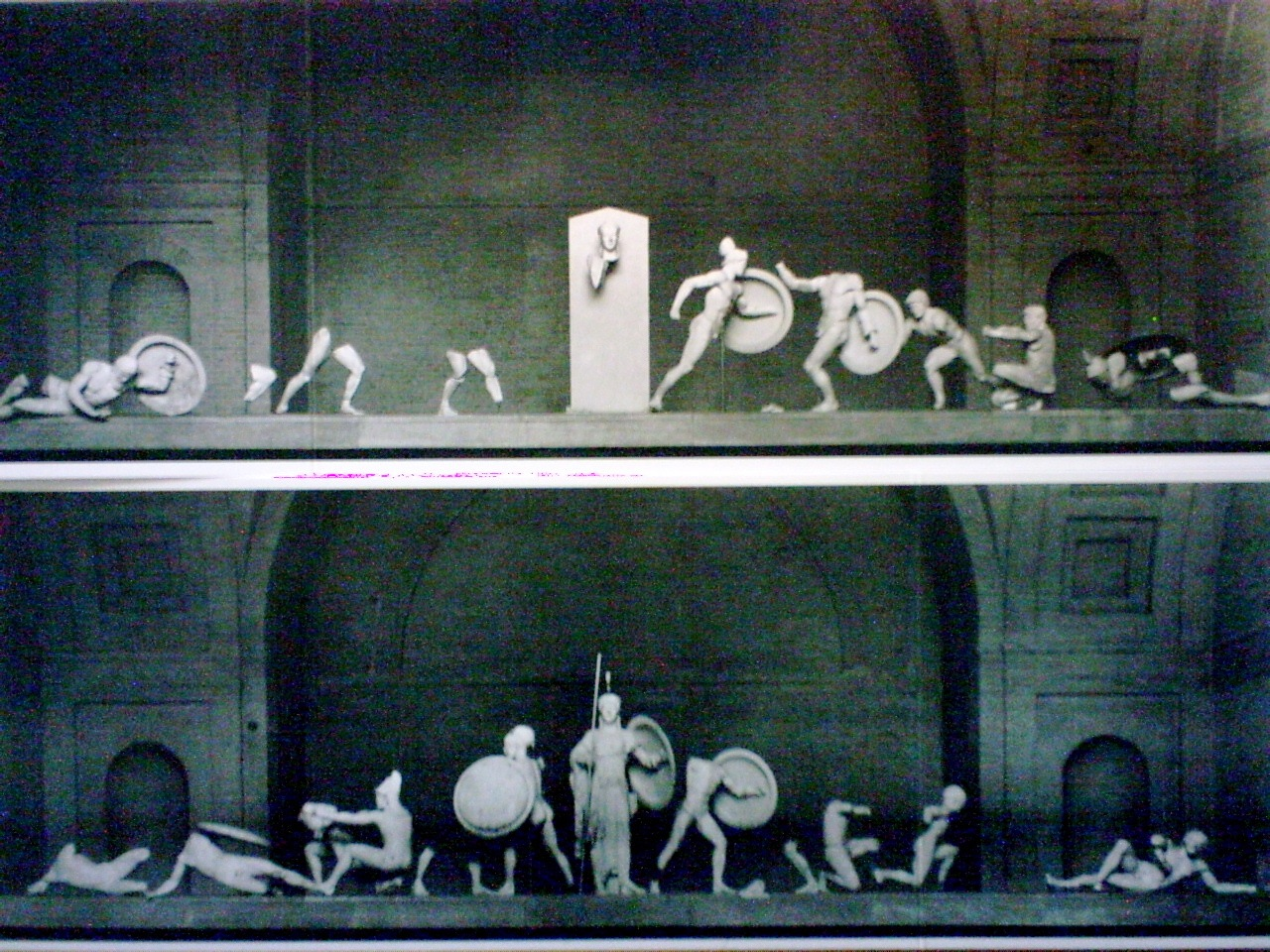
Les frontons d'Aphaïa tels que présentés à Munich : en haut le fronton est, en bas le fronton ouest.

Les frontons du temple d'Aphaïa sont considérés comme le plus bel exemple de sculpture de la transition entre la période archaïque et la période classique. Ils étaient réalisés en marbre de Paros. Ils représentent tous les deux un combat devant Troie en présence d'Athéna, personnage placé au centre. C’est pour cette raison que le temple était appelé Athéna-Aphaïa. Des Éginètes sont à chaque fois présents : Télamon à l’est et les deux Ajax (le Grand, roi de Salamine, et le Petit, roi de Phocide) à l’ouest. Cette présence de héros éginètes pourrait rappeler la participation héroïque de l’île à la bataille de Salamine. La date des frontons renforce la vraisemblance de cette hypothèse. Le fronton est représente un combat lors du siège mené par Héraclès contre Laomédon. Il comporte onze statues. Le fronton ouest représente un combat lors du siège par Agamemnon. Il contient treize statues et deux objets.
Furtwängler découvrit des restes d'un fronton est plus ancien que celui mis au jour par Cockerell. La transition entre le style archaïque et le style classique se voit principalement dans le fronton est. Il existe en effet deux versions de ce fronton : lorsqu’un premier fronton, sculpté à la même date que le fronton ouest (fin du VIe siècle av. J.-C.) fut détruit, il fut remplacé par celui visible à Munich et qui serait l’œuvre d’Onatas. Les fragments du premier fronton qui ont été retrouvés présentent encore le sourire archaïque caractéristique. Les statues du second fronton de plus sont intégralement sculptées, en ronde-bosse, y compris les parties non destinées à être vues, comme pour les marbres du Parthénon. Les détails sont aussi plus travaillés.
Les frontons furent mis au jour en 1811 par le groupe d'amis du Xénéion (un groupe de jeunes archéologues enthousiastes) : Charles Robert Cockerell, John Foster, le baron Karl Haller von Hallerstein et Jacob Linckh. Cependant, ils ne s'encombrèrent pas de détails sur les emplacements précis de leurs découvertes. De là découlèrent les erreurs de reconstitution, au XIXe siècle, quand les statues furent exposées à la Glyptothèque de Munich. L'achat des pierres fut négocié avec la population locale qui les céda pour 800 piastres. Elles furent achetées aux enchères par Louis Ier de Bavière aux Xénéion pour la somme de 130 000 piastres, soit 100 000 francs d'alors. Les statues sont toujours à la Glyptothèque de Munich, dépouillées des restaurations ajoutées à Rome par le sculpteur néo-classique Bertel Thorvaldsen,.

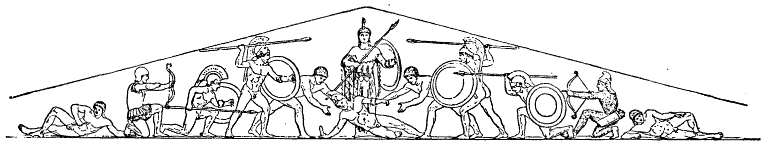
Restauration (avec les interventions de Thorvaldsen) du fronton, tel qu'on l'imaginait à la fin du XIXe siècle.

### La ville antique

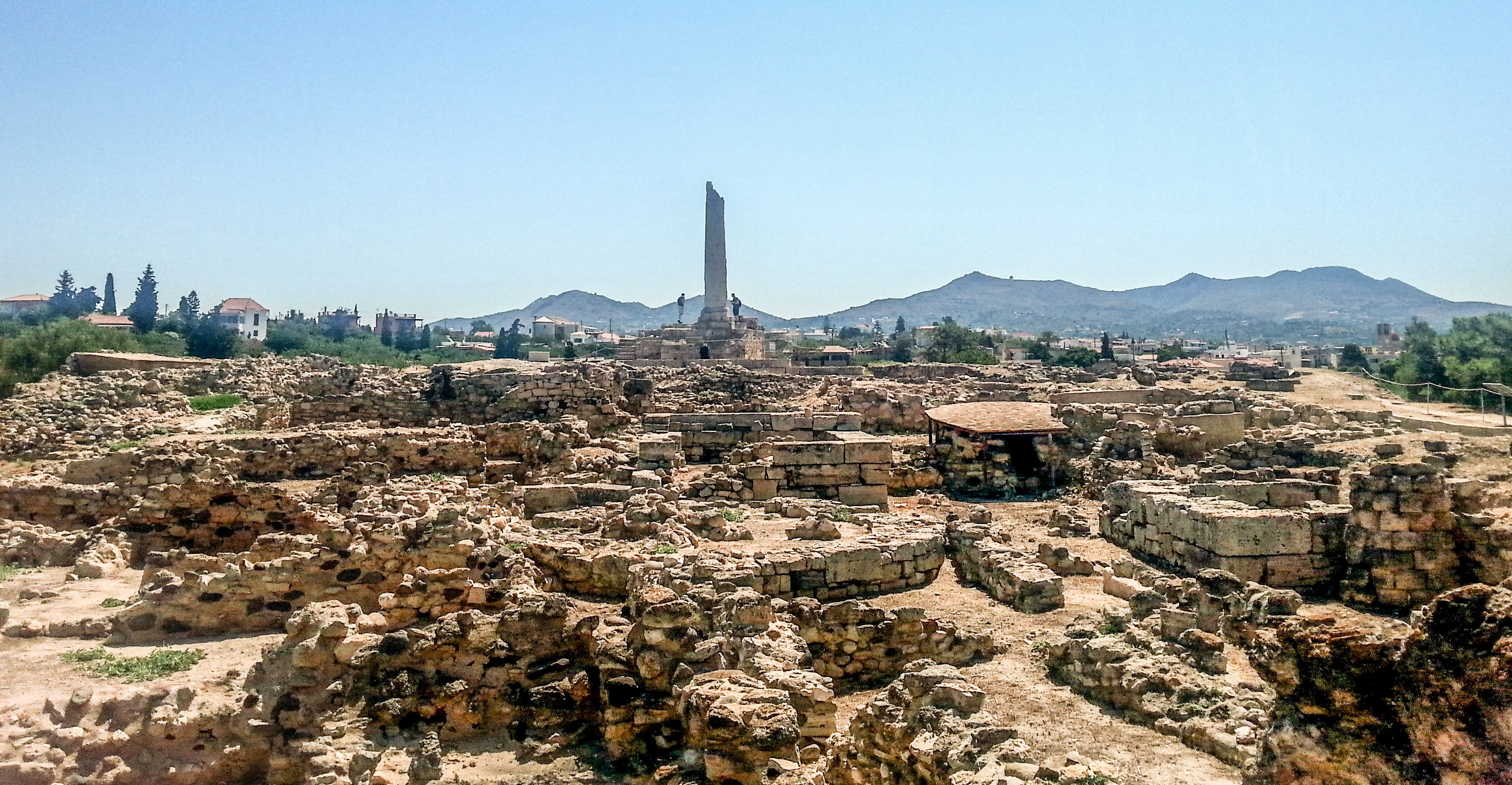
Site de la ville antique d'Égine

Elle se trouve à peu de distance au nord du principal port actuel (Égine), sur un promontoire, au lieu-dit Kolona, à cause de la colonne solitaire qui s'y élève. Cette colonne est celle du temple d'Apollon. Aux XVIIIe et XIXe siècles, il y en avait encore deux debout. La ville est fouillée depuis la fin du XIXe siècle. Au IIe siècle, Pausanias en donne une description très précise.
La ville fut habitée et fortifiée dès le IIIe millénaire av. J.-C., comme l'ont révélé les fouilles (les découvertes néolithiques et de l'âge du bronze sont conservées dans le musée du site). Les dernières traces d'habitat ancien remontent aux premiers siècles de l'Empire byzantin. Les ruines préhistoriques ont été mises en valeur au sommet de la colline de Kolona : dix niveaux d'occupation humaine sont exposés. Les premières traces du Ve millénaire av. J.-C. sont visibles, puis des escaliers remontant à 2500 indiquent que l'habitat comptait au moins un étage. Les premières fortifications datent des alentours de 2200. La ville semble avoir subi une destruction autour de 2050 avant de reprendre son essor. Les murailles furent étendues vers l'est. Une tombe du XVIIe siècle av. J.-C. dans laquelle de belles armes, un casque et un diadème en or ont été retrouvés, pourrait être celle d'un héros antique. Les mêmes signes de désertion que pour les autres sites mycéniens se lisent autour de 1200.

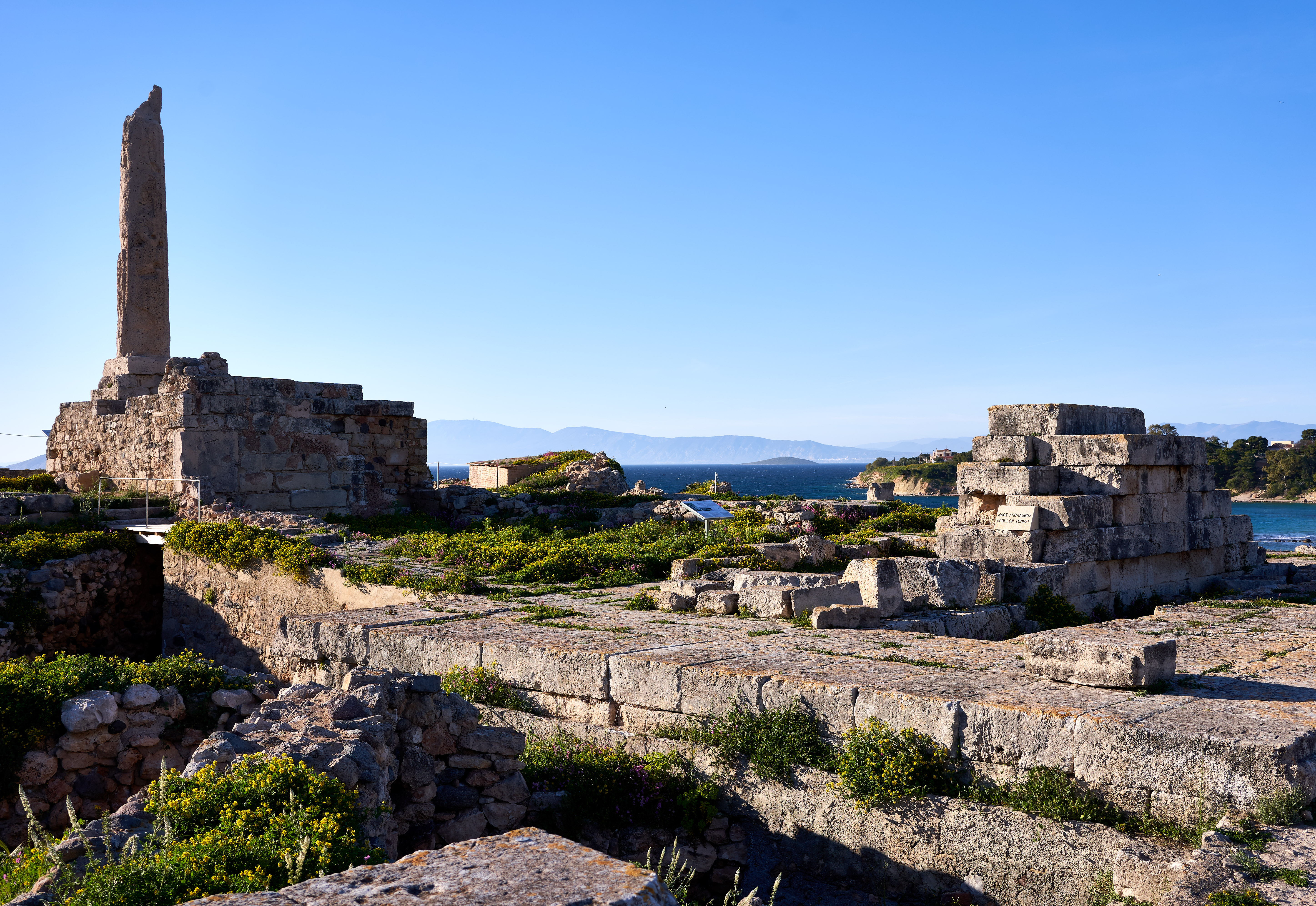
Temple d'Apollon

Le temple d'Apollon, à l'ouest de la ville antique, remonte à 510 av. J.-C. Il était le troisième temple construit à cet emplacement, le plus ancien datant des environs de 600 et le second, détruit par le feu, ayant été érigé au milieu du VIe siècle av. J.-C. Celui qui est encore visible était d'ordre dorique, un périptère de six colonnes monolithiques sur onze en tuf. La seule qui reste est une colonne de l'opisthodome. On voit encore des restes des fondations cyclopéennes du temple. Il fut intégré dans la citadelle romaine construite au même endroit. Des fouilles de 1924 ont révélé un bâtiment plus ancien (VIIe siècle av. J.-C.) avec une fosse à sacrifices en maçonnerie et encore en dessous des maisons de la fin de la période mycénienne.
Un Attaléion est discernable près de la mer au bout du promontoire. On trouve aussi des traces de deux temples : l'un à Artémis, l'autre à Dionysos, du sanctuaire d'Éaque et même de la tombe de Phocos. Mais le théâtre et le stade n'ont pas été retrouvés.

### Le musée d'Égine

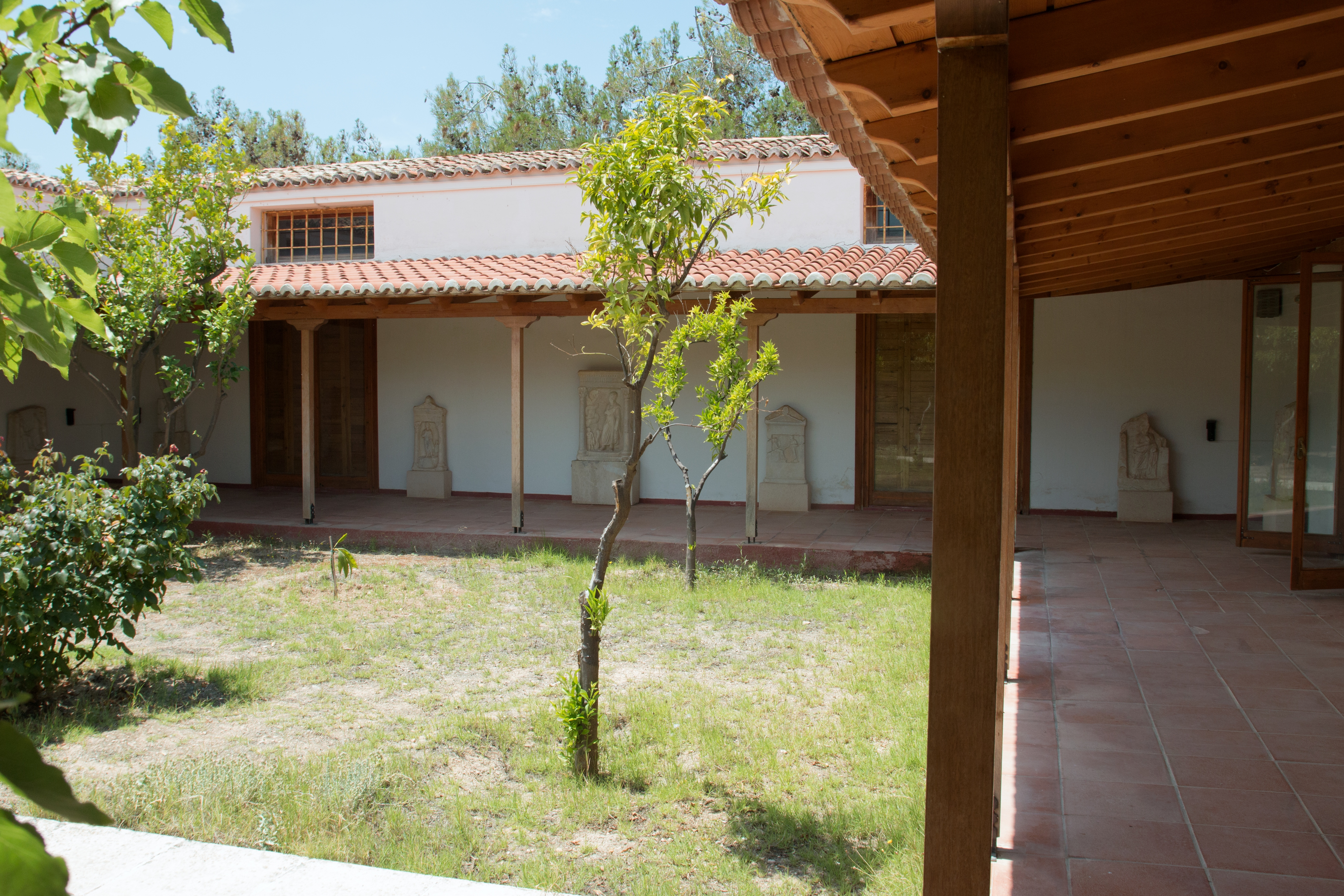
Musée archéologique d'Égine

Le musée de la ville d'Égine retrace l'histoire de la ville antique depuis ses origines. Les premières salles proposent un certain nombre de reconstitutions de maisons aux différentes époques, depuis la « maison blanche », exemple d'une riche demeure de la fin du IIIe millénaire av. J.-C. Les plus anciens objets conservés (des figurines humaines de terre cuite) remontent au Chalcolithique. Les vases des siècles suivants sont abondamment ornés d'images de navires, montrant leur rôle pour l'île, avant même 1800. Les ressemblances avec la céramique minoenne pourraient, au-delà d'échange avec la Crète, s'expliquer par la présence d'ateliers de potiers crétois sur Égine.

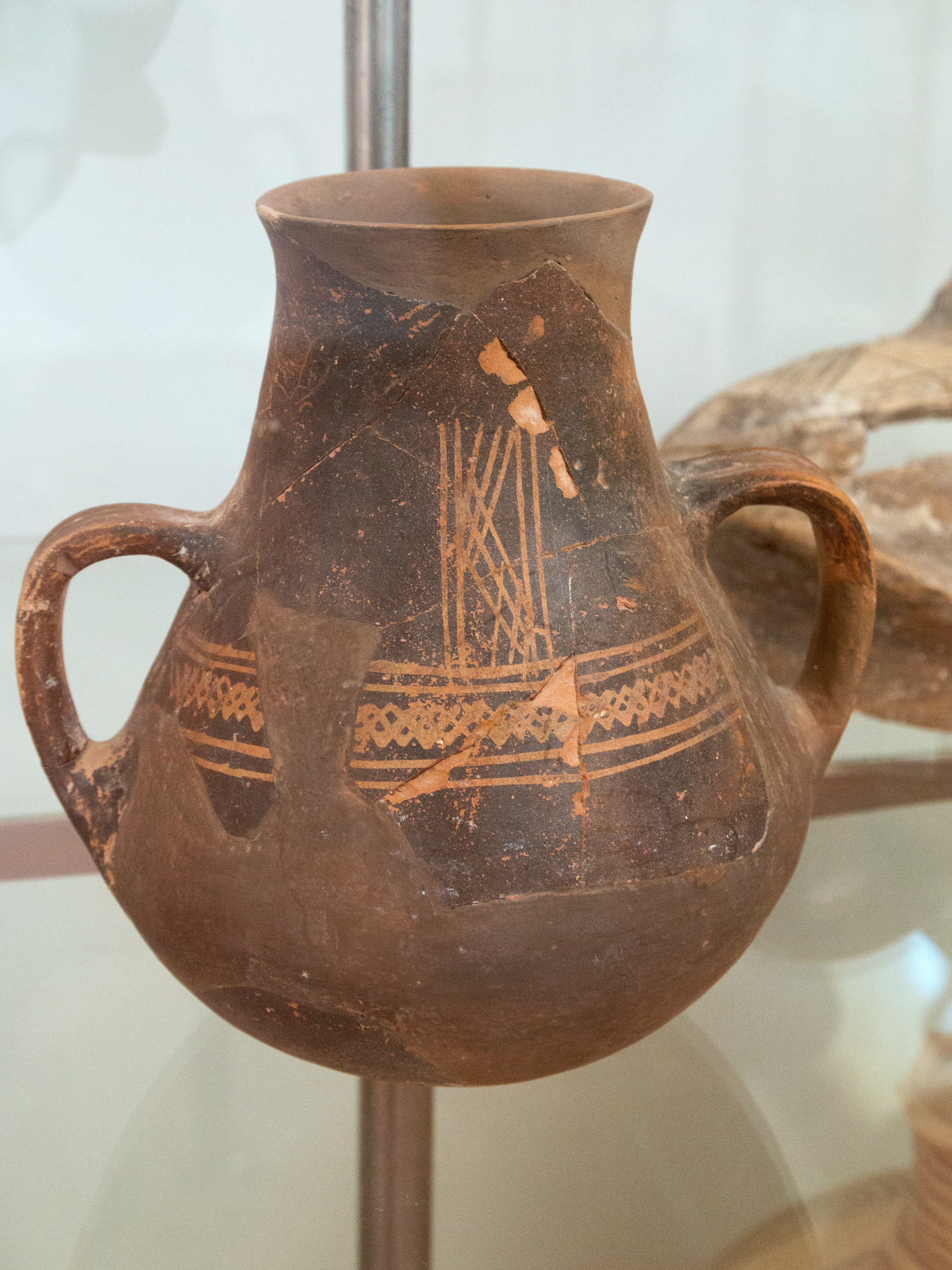
Poterie de l'âge du bronze, Helladique ancien III (-2300/-2050)
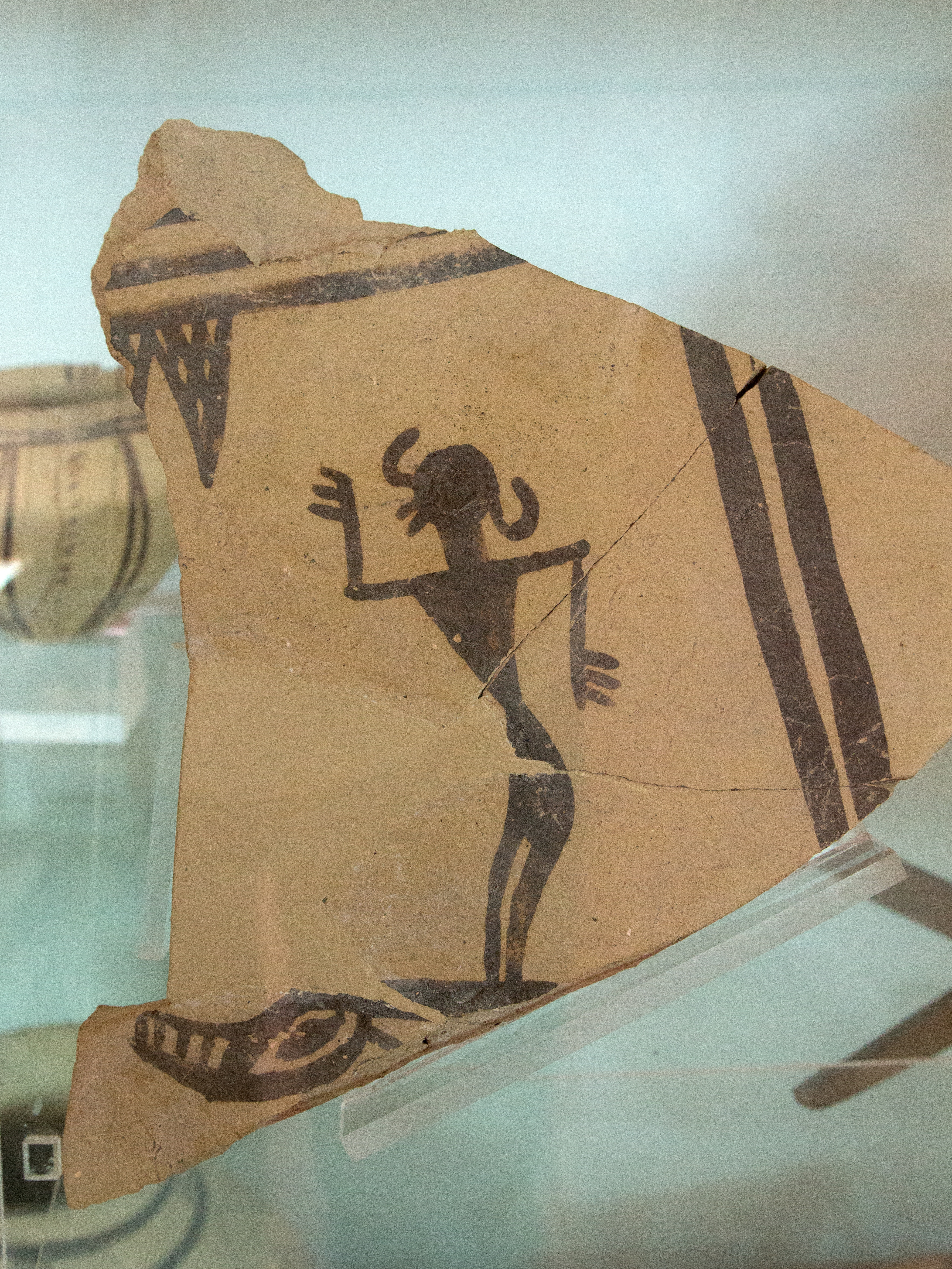
Poterie de l'âge du bronze, Helladique moyen (-1900/-1650)
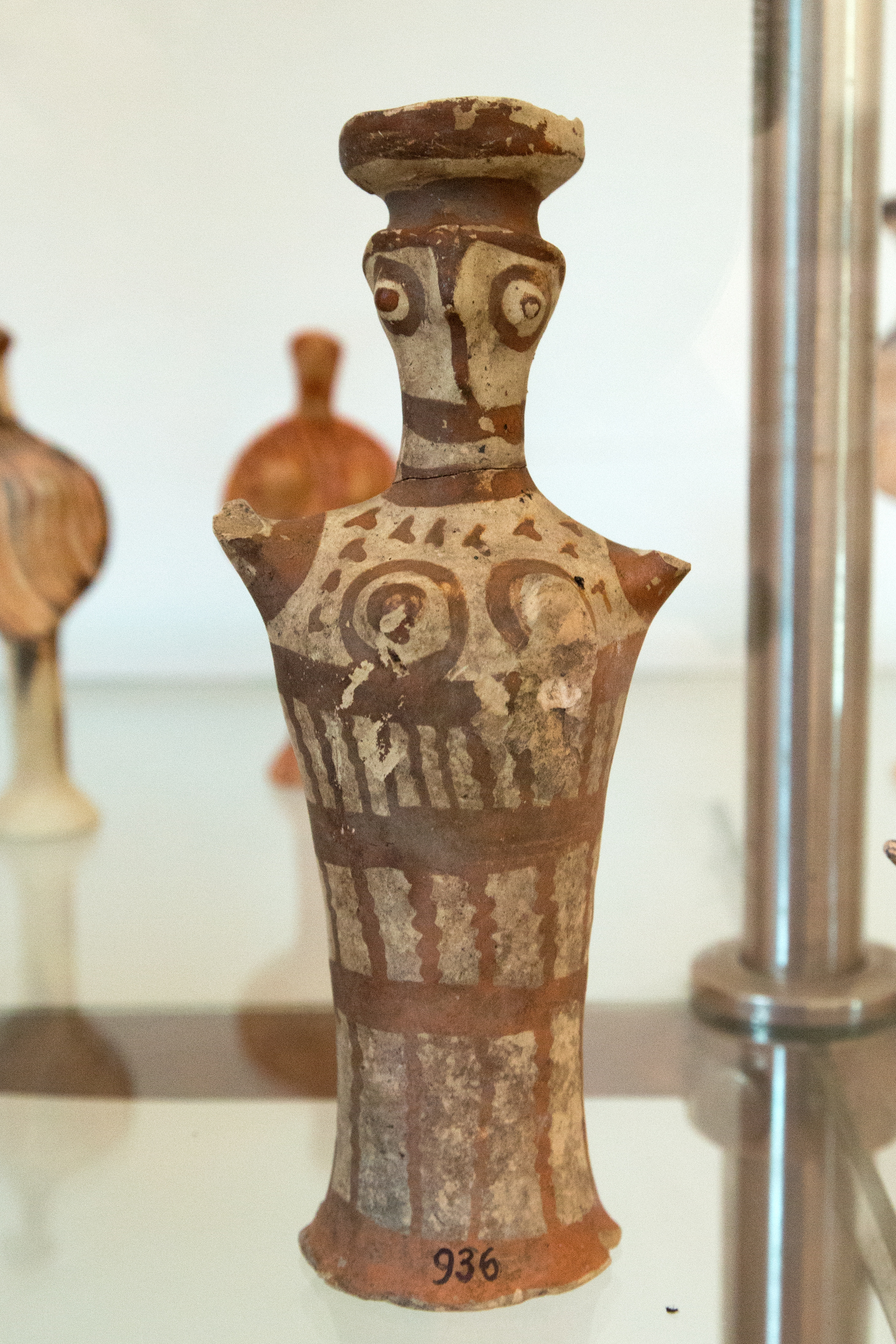
Figure mycénienne, du site d'Oros.

La grande salle (no 5) consacrée aux périodes plus récentes propose des fragments de statues (kouros ou sphinx), des vases et des éléments d'architecture. La dernière salle contient les fragments des frontons du temple d'Aphaïa qui n'avaient pas été découverts au début du XIXe siècle et donc n'ont pas été vendus à la Bavière. La cour expose des stèles funéraires, des éléments d'architecture et une mosaïque abstraite, remontant au IVe siècle, qui ornait le sol de l'ancienne synagogue d'Égine.

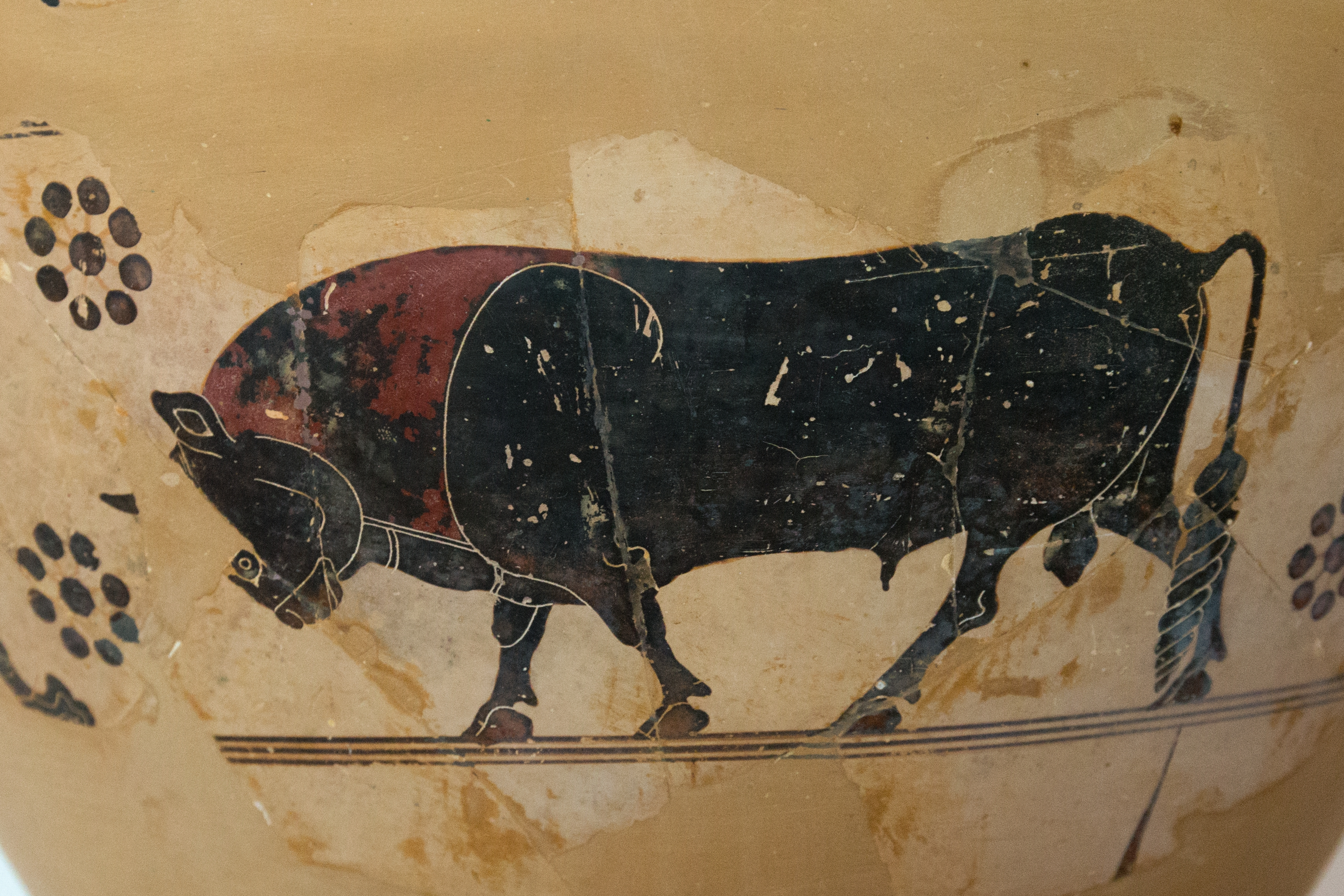
Taureau sur une grande poterie corinthienne, vers -600.
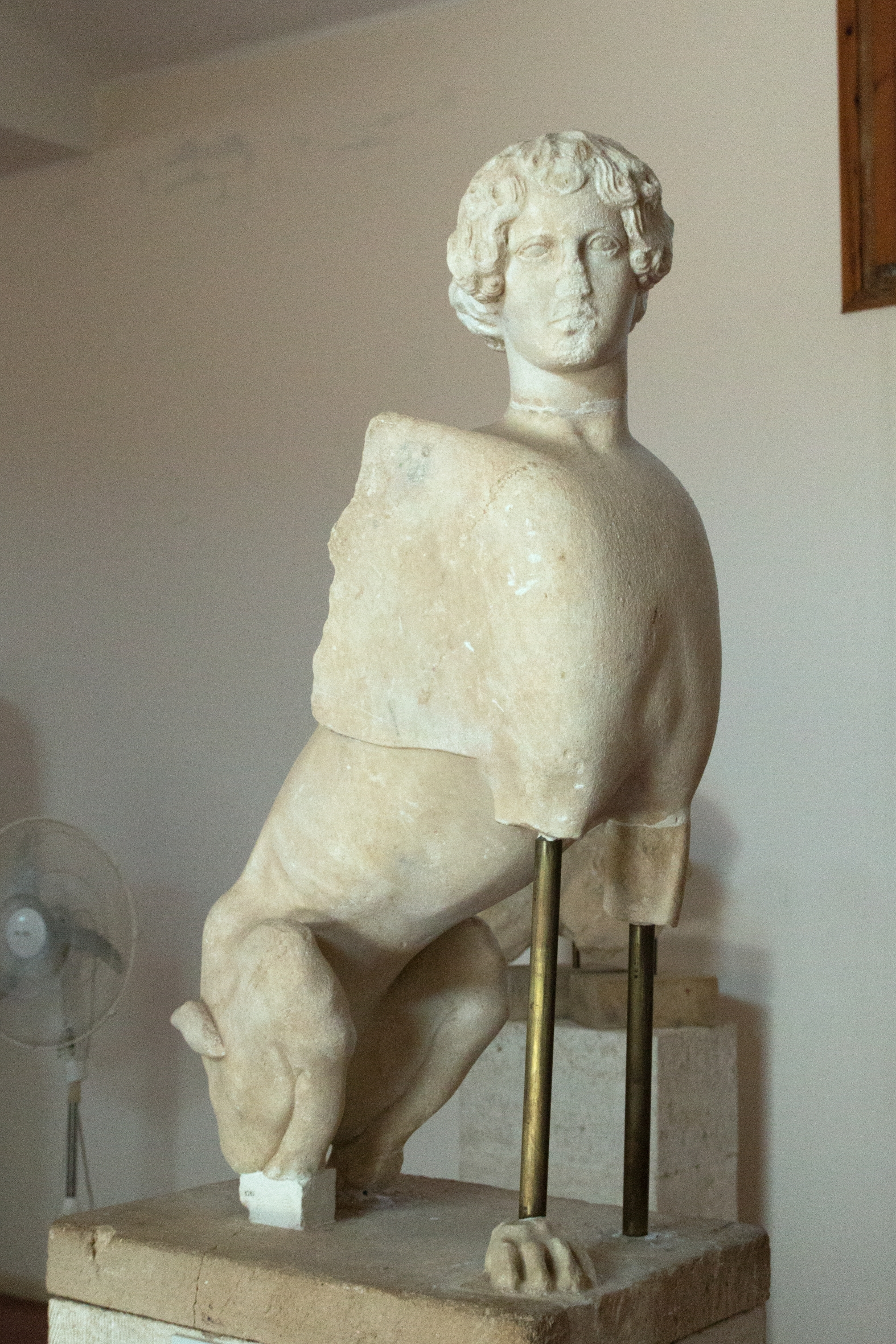
Sphinx classique, du temple d'Apollon (-460)
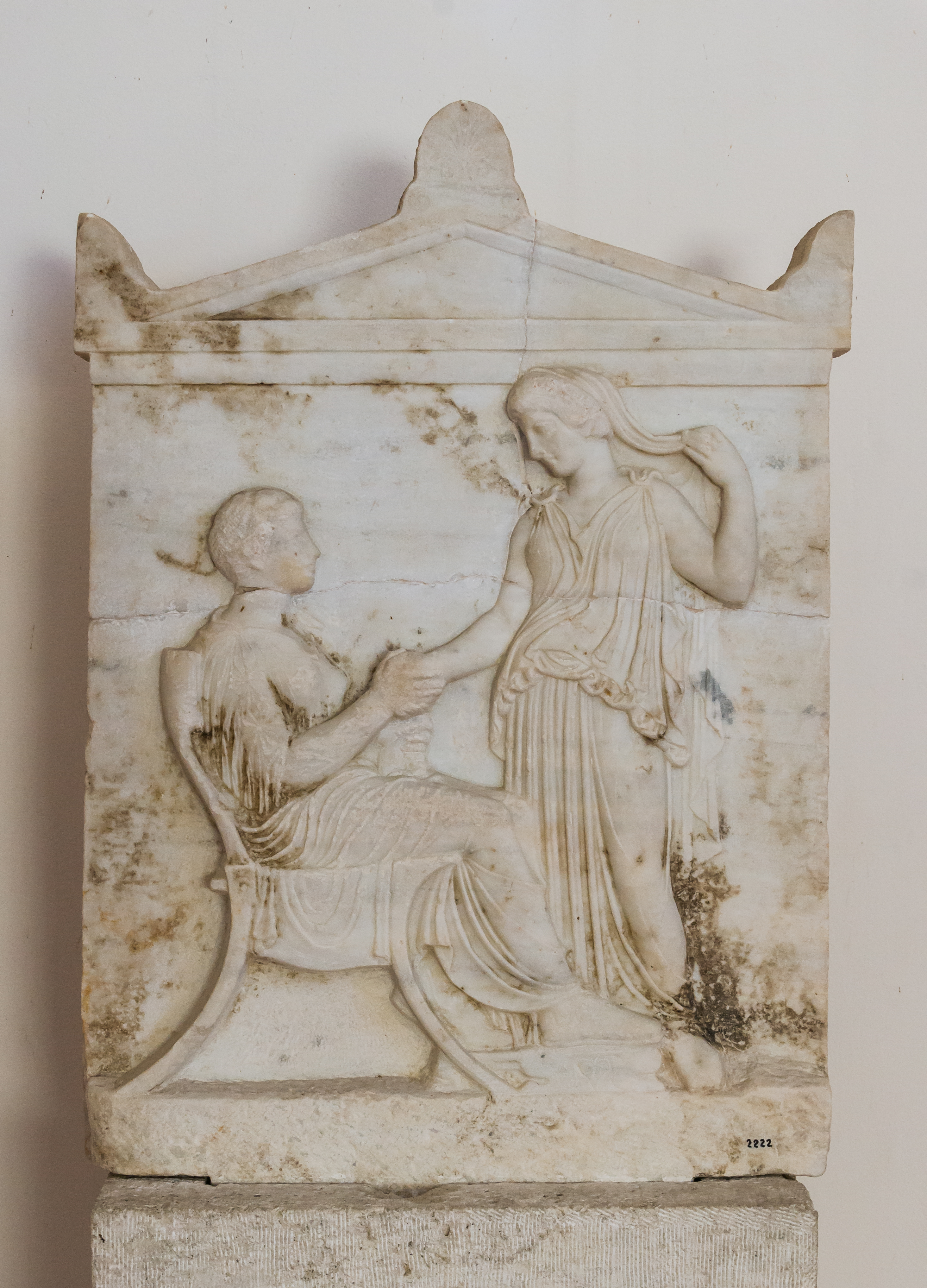
Stèle funéraire, -Ve siècle.

### La tour Márkelon ou Markellos

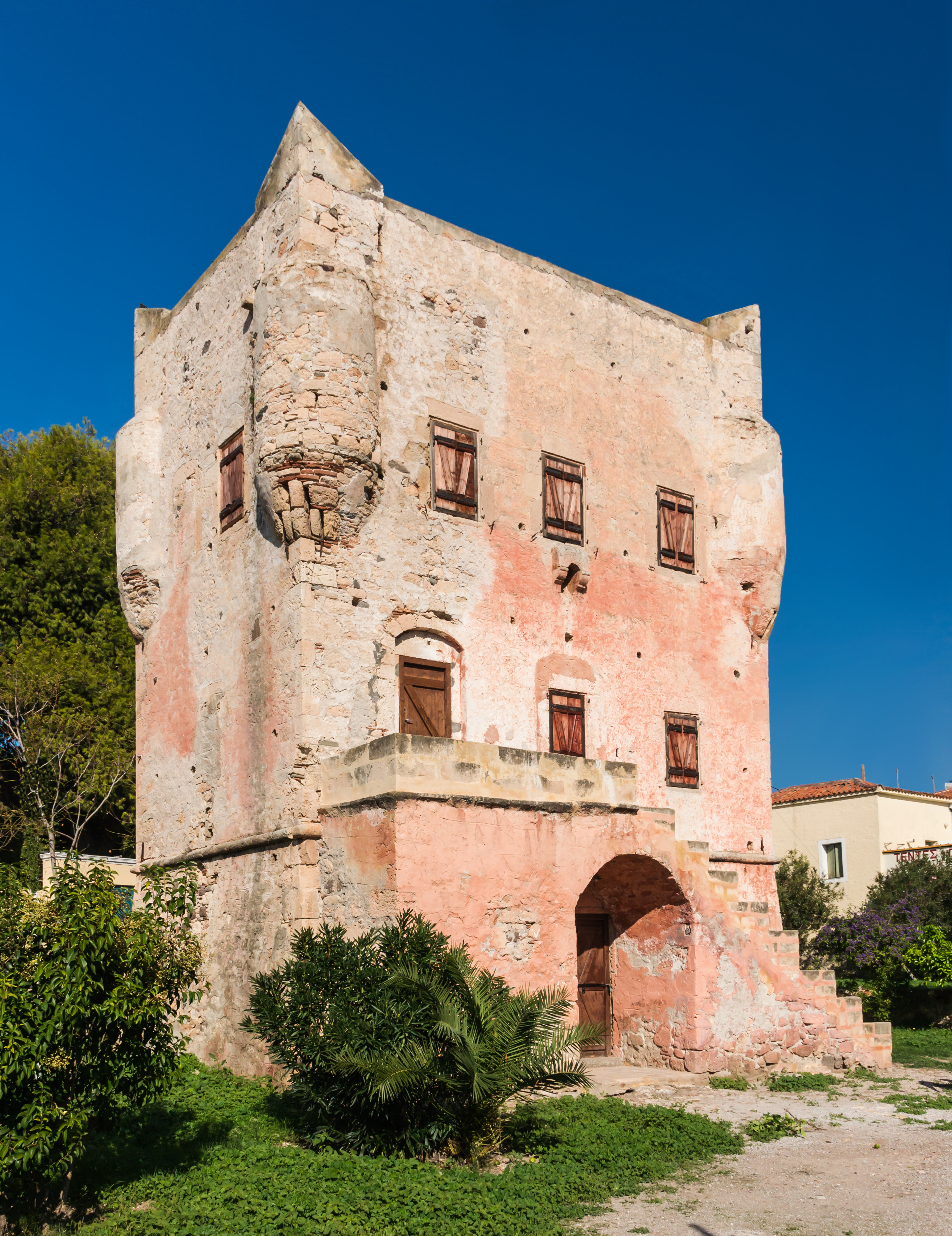
La Tour Márkelon ou Markellos.

La tour Márkelon ou Markellos, au cœur de la ville d'Égine, est considérée comme un des rares exemples de l'architecture des Catalans à l'époque où ils contrôlaient le duché d'Athènes, du XIVe au XVe siècle. Construite en grès, elle est caractéristique de la visée défensive qui présidait à la construction des résidences de l'époque. Des ouvertures nouvelles ont été ajoutées à la tour dans son état actuel, ainsi que l'escalier et la terrasse permettant d'accéder à la porte d'entrée située au premier étage. Au Moyen Âge, seule une échelle amovible permettait d'entrer dans la maison,. Cependant d'autres sources la considèrent comme plus récente : le XVIIe siècle voire 1802.
Une basilique paléochrétienne a été découverte à côté de la tour. Les restes de son sol en mosaïque ont été conservés.

### Le port caché
Le port caché est maintenant totalement sous les eaux. Dans l'Antiquité, il était séparé en deux parties (nord et sud) par le promontoire de Kolona qui s'avance de 300 m en mer. La partie nord, plus abrupte et orientée vers l'ouest, s'étale sur 480 m. La partie sud, au relief plus doux, regarde vers l'ouest-sud-ouest. Elle mesure près d'un kilomètre de long et offre trois petites baies et autant de bassins potentiels. Les installations du port ancien s'étalaient sur 1 600 m de long, en faisant un des plus grands ports de l'Antiquité. Il n'en subsiste plus que deux éléments : la partie au nord du promontoire et la partie immédiatement au sud de celui-ci : le célèbre port caché (Kρυπτός Λιμήν ou kryptos limen), en l'occurrence, réellement, le port « fermé » par des digues. Tout le reste a en effet disparu sous le port moderne. Au nord de Kolona, on peut apercevoir sous l'eau les ruines d'un bâtiment s'avançant jusqu'à une trentaine de mètres en mer, et plus loin les restes d'une digue complètement submergée. Le « port caché » occupe la première des trois petites baies au sud de Kolona. Il est séparé de la pleine mer par une digue construite à 35 m de la côte actuelle. Épaisse de 2 à 2,8 m, elle court sur à peu près 180 m du nord au sud. Elle se terminait par une tour dont il reste les ruines. Celle-ci gardait l'entrée du port avec sa jumelle à l'extrémité du mur sud qui sur une soixantaine de mètres rejoignait la côte. Ces digues délimitaient un espace d'environ 16 000 m2 profond de 2,6 à 2,8 m. Les autres baies n'étaient pas protégées par des digues mais offraient une capacité d'ancrage sur 350 000 m2. Les premières installations du port remontent aux alentours de 1800 av. J.-C. ; la domination athénienne au milieu du Ve siècle av. J.-C. marqua aussi la fin du développement du port dont les structures reflètent les différentes périodes de construction.
Lorsque Pausanias visita Égine, il décrivit les rochers à fleur d'eau qui entouraient le port. Il s'agissait en fait des digues du « port caché ». Selon André Thevet en 1586, les récifs (les restes des digues) autour du port de l'île étaient visibles lorsque la mer était calme. Ils devaient donc se trouver aux alentours d'un mètre de profondeur. En 1829, la première mesure bathymétrique du port trouva ces digues à une moyenne de 2,5 m sous la surface de l'eau. La montée des eaux dut se faire principalement à l'époque romaine, probablement surtout après 250 puisque d'importants travaux de rénovation des digues (et des remparts) eurent lieu à l'époque de Julia Domna. Le niveau de la mer aurait alors gagné autour de deux mètres. La dernière grande montée eut lieu après 1586, mais ses conséquences furent réduites, puisque le port n'était plus qu'un petit village sans importance. L'importante montée des eaux ne semble pas être due à un important mouvement tectonique, mais plutôt à ce qui a été appelé le « paroxysme tectonique byzantin » : une lente déformation de la croûte terrestre dans les premiers siècles de l'Empire romain d'Orient, probablement autour de 400.

### Paléochora

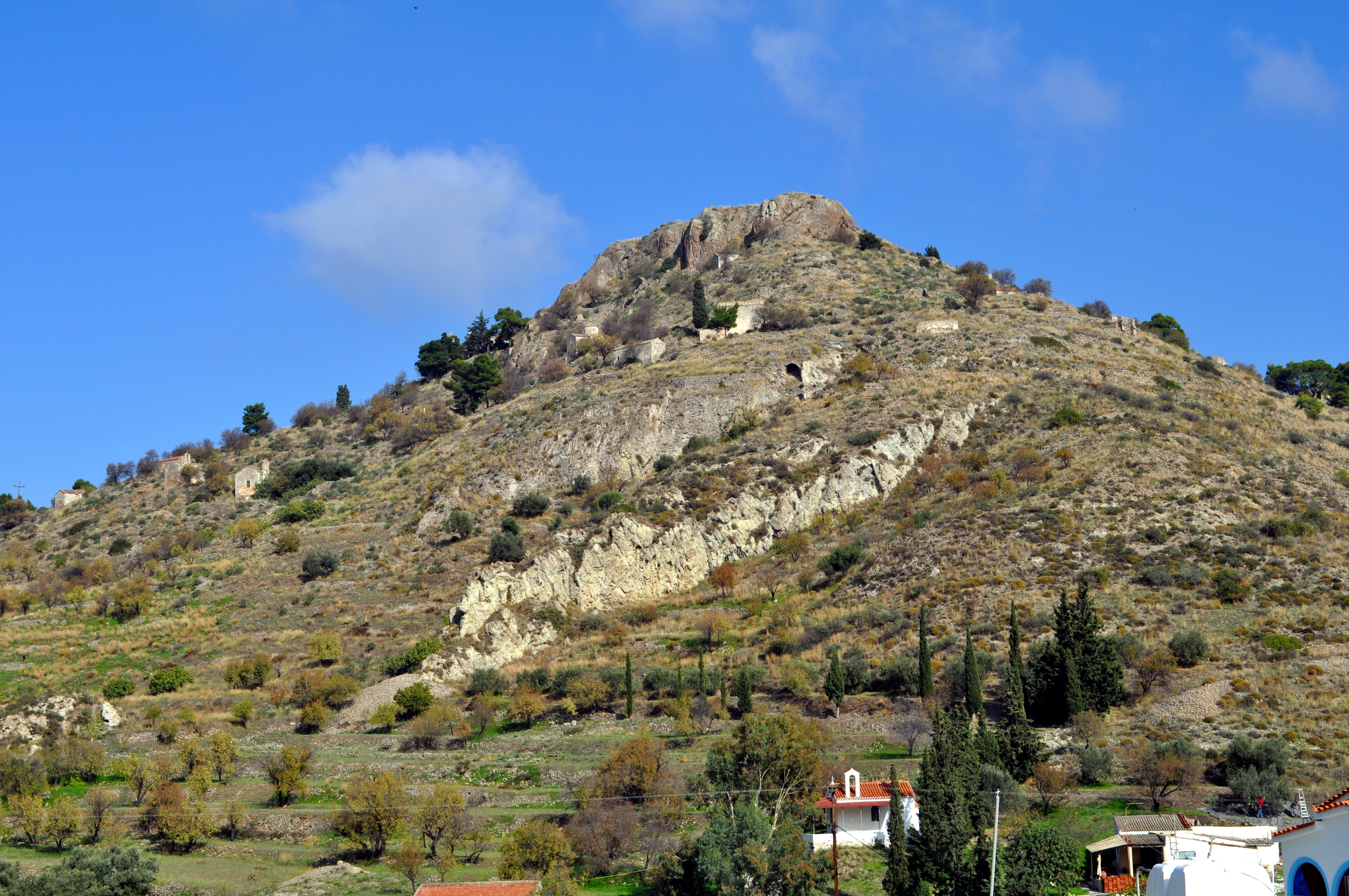
Paléochora, village abandonné, avec son rempart, son château et ses églises.

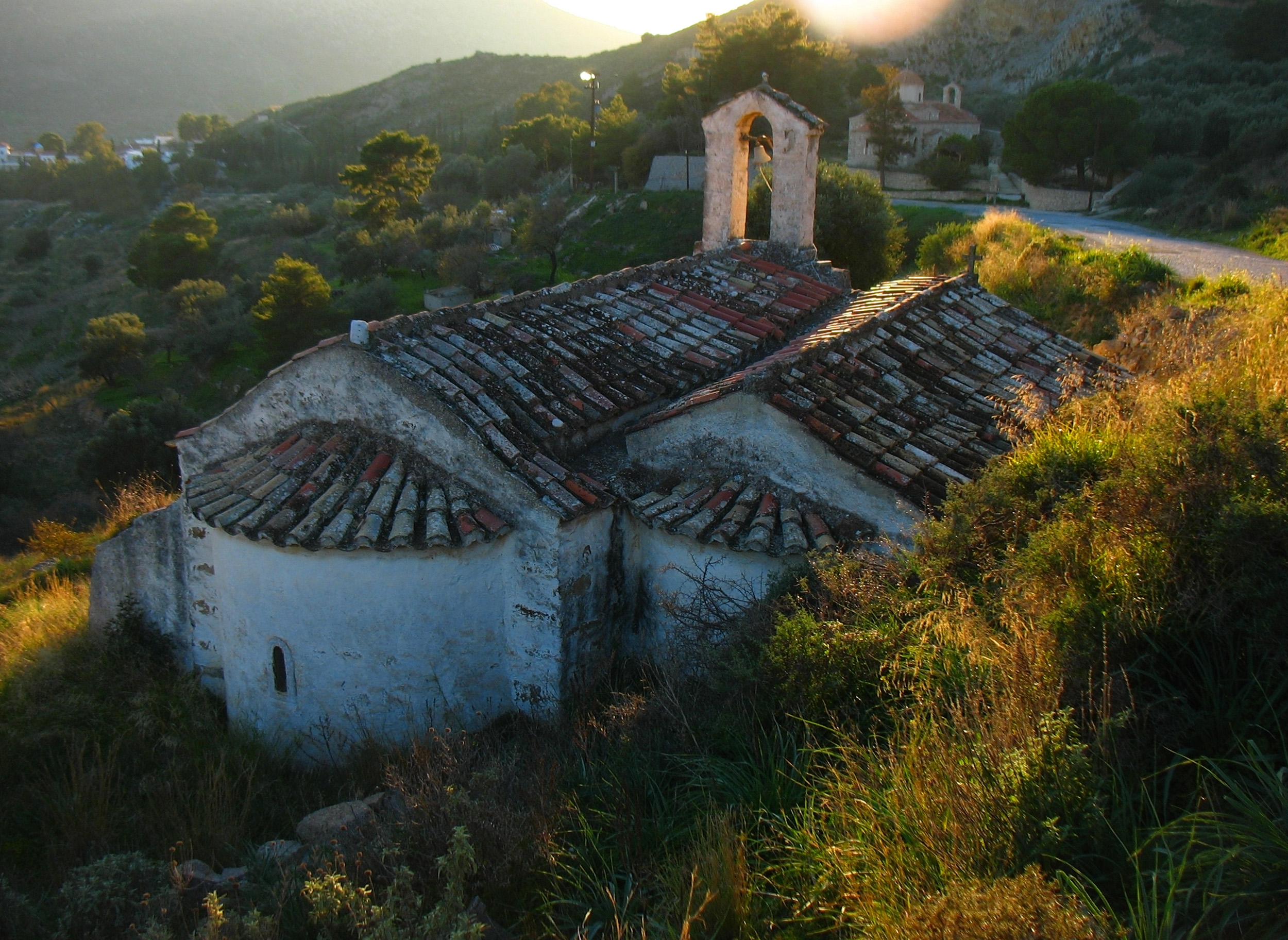
Une chapelle, à Paléochora.

Paléochora (la « vieille ville ») est le nom qu'elle porte actuellement. Ce qu'il en reste est à 6,5 km du port principal d'Égine. On y voit les ruines de plus d'une trentaine de bâtiments religieux (églises et monastères), les plus anciens remontant au XIIIe siècle. Dans certains, l'iconostase est encore présent, ainsi que quelques restes de fresques,. La ville est totalement invisible de la mer, cependant, du sommet où se dressent les ruines de la citadelle vénitienne, construite en 1462, il est possible de surveiller toutes les approches de l'île.
Aghios Stavros Timios remonte au XVe siècle. Restaurée au XVIe ou XVIIe siècle, remaniée au XIXe siècle, elle est encore utilisée. Elle est célèbre pour un fragment de fresque du Christ au tombeau (XVe siècle) dans une niche derrière le templon. Sur la place centrale, celle du marché, appelée aussi le foro, l'église Aghios Giorgios Katholikos fut restaurée par le consul vénitien de Nauplie, Antonio Barbaro, en 1533, comme l'indique une inscription au-dessus de la porte. Elle a probablement alors été adoptée par les catholiques pour leur propre culte (d'où son nom usuel). Cependant, elle est plus ancienne : ses fresques remontent au début du XVe siècle (Vierge à l'enfant dans l'abside). La présence dans les murs de fragments de marbre antiques et byzantins pourrait suggérer une construction encore plus ancienne. L'église abritait des reliques de saint Georges que les habitants vendirent au XVIe siècle aux Vénitiens. Elles ont été emportées dans l'église de San Giorgio Maggiore à Venise,.
L'église appelée Épiskopi (en fait dédiée à saint Denis de Zante (en)) remonte au XVe siècle. Ce fut la principale église de la ville et sa cathédrale, comme son nom usuel l'indique. Des aigles impériales byzantines ornent le portail. Dès l'entrée sur la droite, un trône de marbre sous un dais pourrait avoir servi à l'exposition d'icônes ou de siège à l'évêque dans des occasions particulières. Le dôme central fut ajouté lors de la rénovation des années 1610,. Dans la forteresse vénitienne, deux églises jumelles, dédiées aux saints guerriers Aghios Giorgios et Aghios Dimitrios tou kastrou, sont en fait l'une catholique et l'autre orthodoxe, afin de servir de lieu de culte à toutes les dénominations des défenseurs. Construites au XVIIe siècle, elles sont même conjointes,.
Plus loin, l'église Aghios Ioannis Theologos renferme des fresques parmi les plus anciennes (XIVe siècle), mais aussi très abimées. Elle était une des cinq églises de Paléochora à avoir eu un dôme. Une des inscriptions qui l'ornaient (maintenant au musée archéologique de l'île) demandait aux fidèles de prier pour le salut de l'âme d'un « comte Pedro » (vraisemblablement Pedro Ier Fadrique). Celles de l'église de la Métamorphosis pourraient elles aussi remonter à l'époque de la construction du bâtiment (XIVe siècle). Les fresques d'Agios Nikolaos, dont quatre saints du XVe siècle, sont quasiment monochromes. Dans celle dédiée aux Aghii Anargyri, se trouve une fresque au thème très original représentant Abraham au Paradis. Dans la même église, un fragment de fresque représente un navire en pleine tempête attaqué par des monstres marins mais protégé par la Sainte Piété. Dans ses murs, une colonne antique et un chapiteau ionique suggèrent une date ancienne de construction,. Si l'église d'Aghios Ioannis Prodromos remonte au XIIIe siècle, ses fresques visibles sont très récentes,.